# Capitanía general de Chile
La capitanía general de Chile, Reino de Chile o Gobernación de Chile, fue una entidad territorial del Imperio español, parte del Virreinato del Perú, hasta su separación en 1798. La denominación de reino se mantuvo durante toda su historia colonial, otorgándole mayor autonomía que otros territorios españoles en América. Su estatus y territorio se vieron alterados con la creación del virreinato del Río de la Plata en 1776.
El territorio de la Capitanía General de Chile comprendía el extremo sur de América del Sur, abarcando lo que hoy corresponde a Chile y parte de Argentina, incluyendo las regiones del Tucumán y Cuyo. Su capital era Santiago y su administración estaba a cargo de un gobernador real,  quien actuaba en representación de la autoridad del rey. 
El término «capitanía general» se refiere una administración militar creada en 1778 para ejercer control sobre territorios, debido a los conflictos con potencias extranjeras y tribus indígenas. Aunque inicialmente se utilizó para referirse a la gobernación fundada en 1541 como Gobernación de Chile, hoy se emplea para describir tanto esta estructura administrativa como el nombre de Reino de Chile en documentos oficiales.
El territorio fue establecido por la Monarquía Hispánica durante el periodo de conquista en América, tras separarse de la jurisdicción de la gobernación de Nueva Andalucía con el asentamiento de los primeros españoles en 1541, bajo el liderazgo de Pedro de Valdivia.
Aunque nominalmente en sus inicios se habló de la inclusión hasta de la desconocida Terra Australis, la dominación española nunca logró imponerse totalmente sobre los mapuches, dada su bravura, a los cuales enfrentaron en la guerra de Arauco, ni en las tierras patagónicas; dado el obstáculo de la cordillera de los Andes; la región antártica, en tanto, no sería descubierta sino hasta avanzado el siglo XIX. A grandes rasgos, el reino de Chile abarcó principalmente el sector entre el despoblado de Atacama por el norte, el océano Pacífico por el oeste y el río Biobío por el sur (en el sector conocido como La Frontera), aunque existieron territorios aislados de origen español más al sur bajo su jurisdicción de manera intermitente, como los corregimientos de Valdivia, de Osorno y el gobierno de Chiloé. Hacia el este de la cordillera de los Andes, la gobernación de Chile llegó a abarcar también el territorio tucumano de 1553 hasta 1563 y el corregimiento de Cuyo desde 1568 y durante gran parte de su historia hasta la instauración del virreinato del Río de la Plata; provisoriamente creado por real cédula de 1776 y definitivamente instalado por otra de 1778. Momento en que dichos territorios, pasaron a la jurisdicción del nuevo virreinato rioplatense y durante la emancipación de España, a las Provincias Unidas del Río de la Plata, luego a la Confederación Argentina y finalmente a la jurisdicción de la actual república trasandina.
La administración del reino como tal se mantuvo hasta 1810, cuando se estableció el primer Gobierno de origen local: una junta gubernativa a nombre del entonces encarcelado rey Fernando VII de España. Aunque nominalmente existió por los años siguientes, el Gobierno local ejerció cada vez mayor poder autónomo en lo que se conoce como la Patria Vieja. En 1814, el gobierno autónomo fue derrotado y se restauró el Gobierno absolutista, el cual permaneció en funciones hasta 1817, cuando las fuerzas realistas fueron vencidas en la guerra de Independencia. Al año siguiente, se proclamó la Independencia de Chile, y entonces el reino y la capitanía general desaparecieron definitivamente y sus territorios pasaron a la jurisdicción chilena, de la zona central de la República de Chile.

## Denominación
Los territorios que comprendieron el «Reyno de Chile» fueron asignados originalmente en 1534 por el emperador Carlos I a las llamadas gobernaciones de Nueva Andalucía y Nueva León, que ocupaban los territorios entre el Pacífico y el Atlántico aproximadamente entre los paralelos 26ºS y 37ºS y entre el 37ºS y el 47ºS, respectivamente. Sin embargo, la arbitrariedad de estas divisiones pronto llevó a su desaparición, permaneciendo la denominación de «Chile», que posteriormente sería explorado por Diego de Almagro.
Tras la expedición de Pedro de Valdivia a Chile y la fundación de Santiago, se creó la llamada gobernación de Nueva Extremadura, nombre otorgado por Pedro de Valdivia a la zona en honor a su lugar de origen. Sin embargo, esta denominación se mantuvo por pocos años hasta la muerte de Jerónimo de Alderete, ocurrida en 1556. De allí en adelante, el nombre de «Chile» predominó entre los hispanos para denominar a dichos territorios.
Posteriormente, también llegaron a utilizarse otras denominaciones, no oficiales y menos extendidas, tales como «Flandes Indiano», que se remite a la dura resistencia del pueblo mapuche a las tropas conquistadoras y que evocaba la compleja guerra de los Ochenta Años ocurrida en Flandes y que terminó con la independencia de los Países Bajos.
Desde la época de Felipe II, tanto en la documentación pública y privada como en las Leyes de Indias, se usó comúnmente la denominación de «reino de Chile» para referirse al territorio —«reyno de Chile» utilizando la grafía de aquella época—. Cabe mencionar que el término reino era de carácter geográfico y no necesariamente político, un concepto usual en dicha época y que puede verificarse con la denominación dada a los diversos «reinos» existentes dentro de la misma España peninsular, pese a que ya carecían de las autonomías existentes en los siglos anteriores. Otro término utilizado usualmente, como en el caso de las Provincias Unidas de los Países Bajos o como en el de las Provincias Unidas del Río de la Plata, fue el de «provincias de Chile».
Mientras el término «reino de Chile» era eminentemente geográfico, como el caso del Argentino Reino trasandino (mencionado por Del Barco Centenera desde 1602). «gobernación de Chile» era utilizado para definir el tipo de gobierno existente, como en el caso de la gobernación del Parguay o el de la gobernación de Buenos Aires, de forma similar al de «capitanía general de Chile», aunque este precisaba la autonomía especial existente para poder enfrentar conflictos militares, y se privilegió fundamentalmente a partir del siglo XVIII.

## Historia

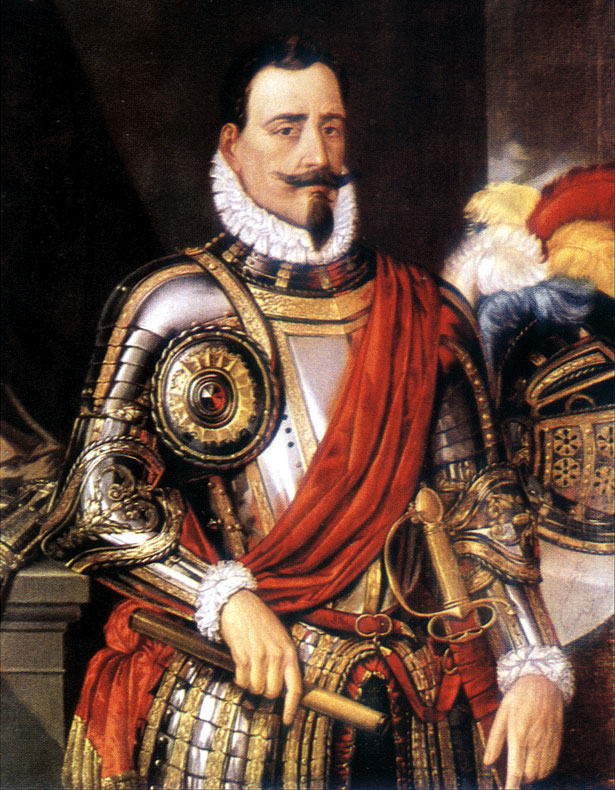
Pedro de Valdivia.

En 1536, Diego de Almagro formó una expedición para explorar los territorios al sur del Imperio inca que le habían adjudicado en 1534 como parte de la gobernación de Nueva Toledo.
Tras la muerte de Almagro, el conquistador español Pedro de Valdivia solicitó autorización a Francisco Pizarro para conquistar y poblar la provincia de Chile, quien se la concedió en abril de 1539, nombrándolo teniente de gobernador, de acuerdo a una real cédula de 1537, que lo facultaba para proseguir con la conquista de Nueva Toledo. Pedro de Valdivia llegó a las tierras del centro-norte de Chile, y fundó, el 12 de febrero de 1541, la ciudad de Santiago de Nueva Extremadura a los pies del cerro Santa Lucía, llamado Huelén por el jefe Huelen. A los pocos meses, Valdivia fue proclamado por el cabildo como gobernador y capitán general de Nueva Extremadura. Inicialmente lo rechazó, pero terminaría aceptando el 11 de junio de 1541.
En 1544, mandó fundar la ciudad de La Serena, y, posteriormente, Pedro de Valdivia extendió la conquista de Chile hacia el sur, fundando diversas ciudades: Concepción en 1550, La Imperial en 1551, Villarrica y Valdivia en 1552, Los Confines y los fuertes de Arauco, Purén y Tucapel en 1553. Al otro lado de la cordillera, Pedro de Valdivia ordenó la fundación de Santiago del Estero en Tucumán. Otras ciudades fundadas durante los primeros años de la gobernación fueron: Mendoza en 1561, San Luis, San Juan en 1562, Cañete, Castro en 1567 y Osorno en 1558.
En 1598, los mapuches se levantan y se produce la llamada batalla de Curalaba, lo que casi acaba con el intento de la conquista de Chile. A excepción de Castro, las ciudades al sur del río Biobío son destruidas, y se establece este río como límite de facto entre la capitanía española y los mapuche en virtud de las paces de Quilín en 1641. En 1684, se refundó Valdivia y un siglo más tarde se creó la intendencia de Chiloé, subordinada al virreinato del Perú. La guerra de Arauco, el conflicto entre mapuches y españoles, tendría diversas etapas de alta beligerancia y otras más pacíficas a lo largo de la historia.
En 1798, a propósito de una disputa entre el virrey Ambrosio O'Higgins y el gobernador Gabriel de Avilés y del Fierro, el 15 de marzo, el rey Carlos IV, ordenó al virrey que la capitanía general o reino de Chile se segrege del virreinato, declarándose «independiente de ese virreinato, como siempre debió entenderse».
En 1810, el gobernador Mateo de Toro Zambrano, conde de la Conquista, presentó su renuncia y se formó la primera Junta de Gobierno, iniciándose el periodo de la historia de Chile llamado «Patria Vieja». La Constitución de Cádiz previó en 1812 el establecimiento de la «Diputación Provincial de Chile», pero no pudo ser puesta en vigencia. Aunque nominalmente Chile se mantuvo como parte de los reinos castellanos, desde la instalación de la Junta de Gobierno se produjo un acelerado proceso de autonomía en el territorio. En 1812, se promulgó un Reglamento Constitucional Provisorio que veladamente declaró la independencia del país, pues lo configuraba como una monarquía constitucional bajo el gobierno nominal de Fernando VII, pero completamente autónoma de otros poderes extranjeros. El periodo de autogobierno acabó en 1814, cuando se restableció el poder de los absolutistas en el territorio durante la Reconquista, la cual duró hasta 1817 cuando las tropas de los chilenos patriotas, lograron derrotar en Chacabuco a las tropas chilenas realistas. Un año después, fue declarada la independencia de Chile dando fin definitivo a la capitanía general de Chile.

## Límites

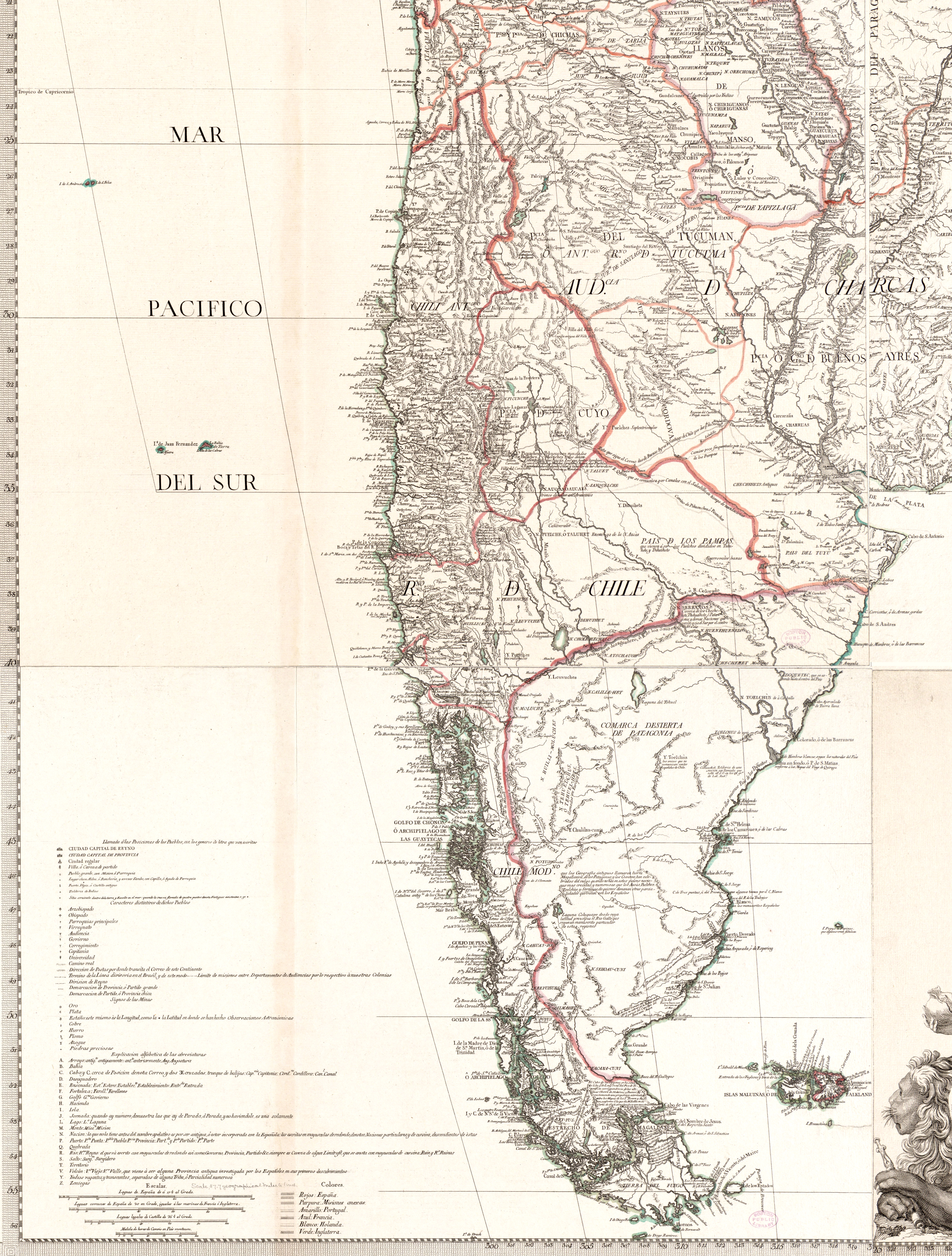
Reino de Chile según Juan de la Cruz Cano y Olmedilla, 1775. La zona del reino que ya estaba asentada en ese año sale denominada como "Chile Antiguo" y las por asentar donde se incluye la totalidad de la Patagonia se le denominó "Chile Moderno".

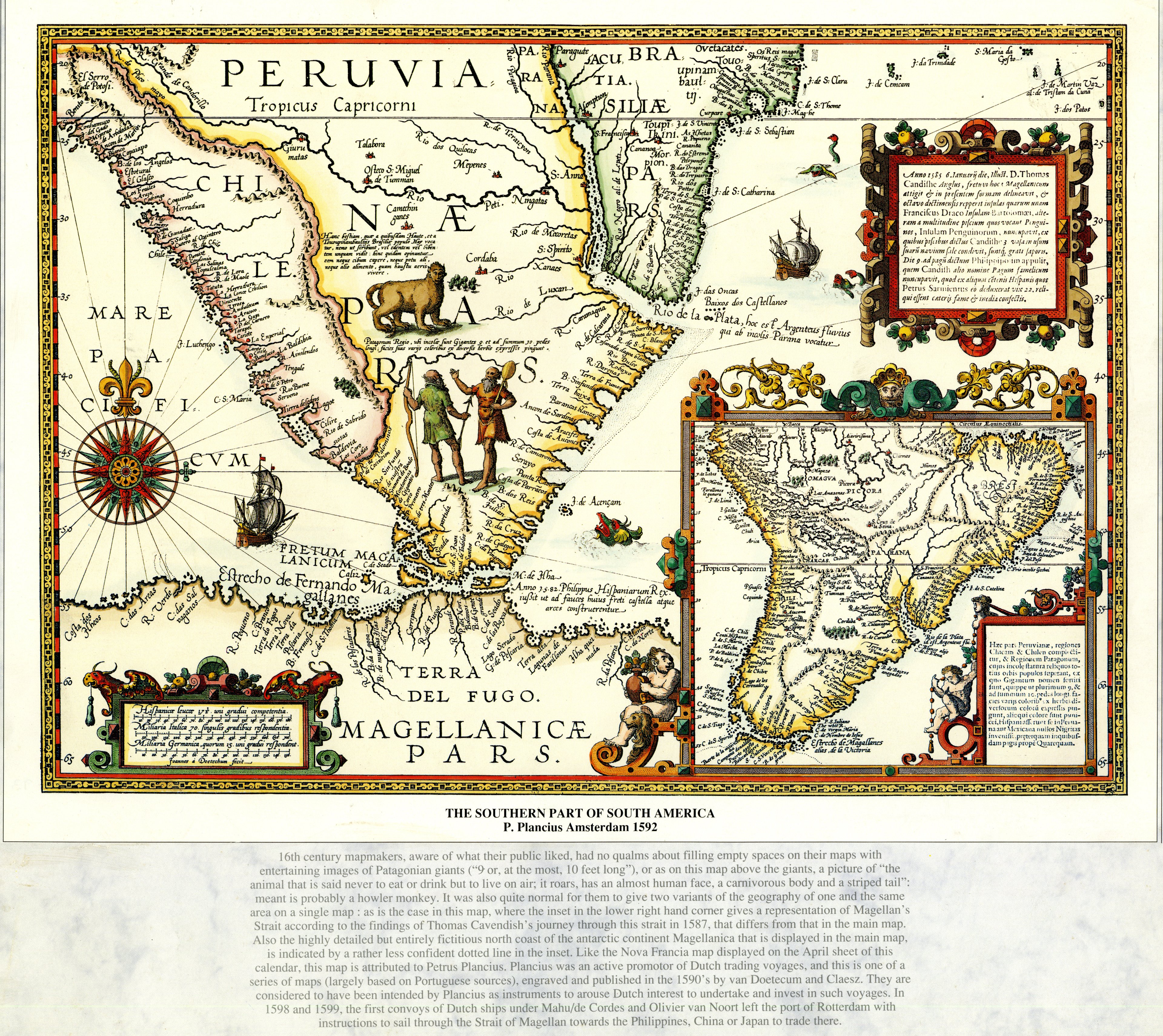
El Reino de Chile en 1592.

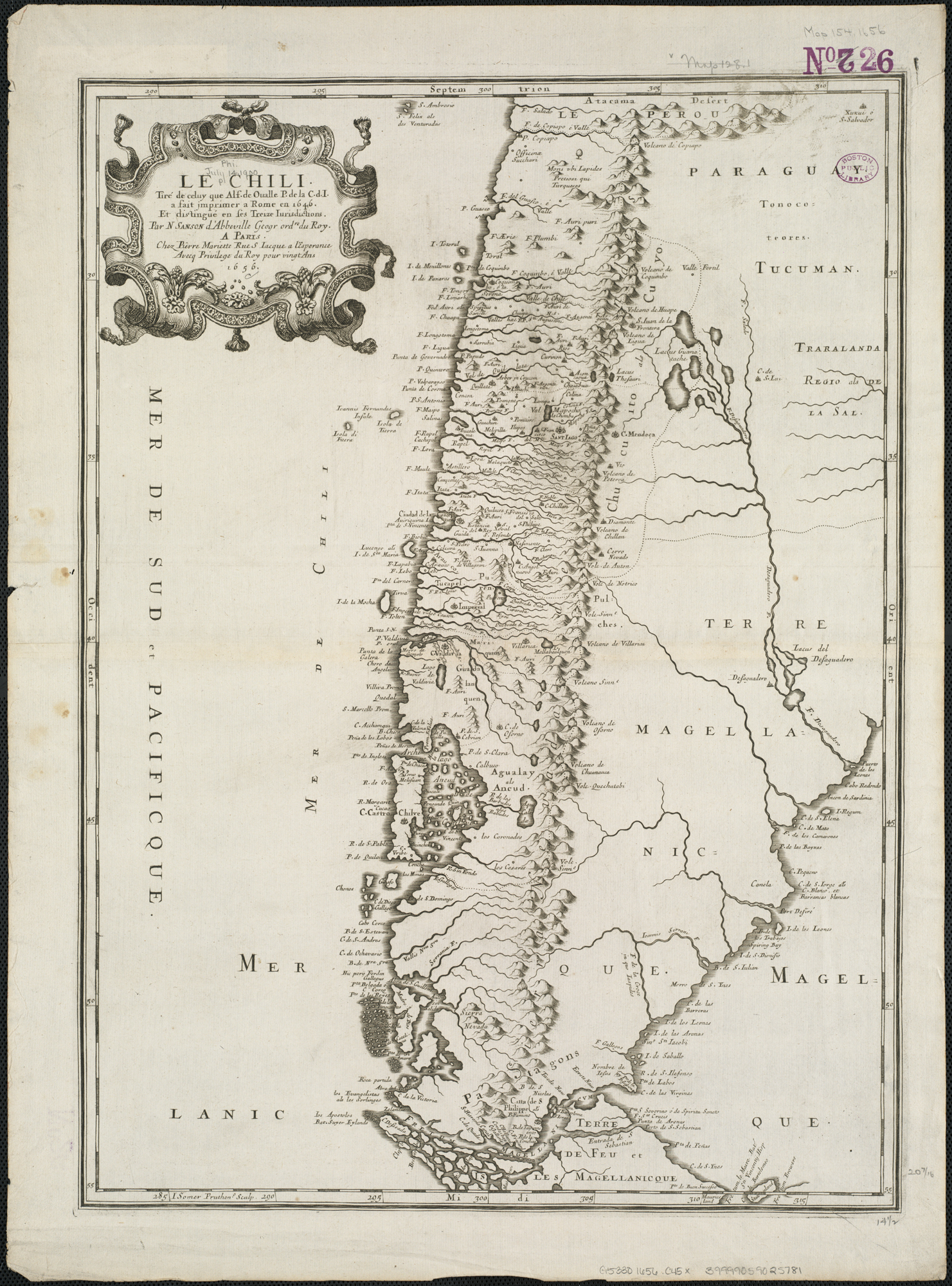
Mapa francés de Chile, 1656.

La extensión del territorio del llamado Reino de Chile ha sido materia de fuerte debate y controversia, especialmente tras la independencia de los estados sudamericanos.
En 1548, Pedro de Valdivia obtuvo de Pedro de la Gasca, presidente de la Real Audiencia de Lima «por gobernación y conquista desde Copiapó, que está en 27 grados de altura de la línea equinoccial a la parte del sur, hasta 41 de la dicha parte, procediente norte sur derecho por meridiano, e de ancho entrando en la mar a la tierra hueste leste cien leguas». El emperador Carlos I, al confirmar en 1552 el nombramiento de Pedro de Valdivia hecho por de La Gasca, fijó el territorio de la Gobernación de Nueva Extremadura como una franja de 100 leguas de oeste a este desde el Mar del Sur delimitada por los paralelos 27° y 41° de latitud sur (aproximadamente entre Copiapó y Osorno).
Por petición de Valdivia, Carlos I extendió la gobernación hasta el estrecho de Magallanes por real cédula, aunque en el intertanto Pedro de Valdivia había fallecido. Jerónimo de Alderete, quien fue nombrado sucesor de Valdivia el 17 de octubre de 1554, falleció mientras volvía a Chile desde España. Posteriormente, en una real comisión dictada por el gobernador García Hurtado de Mendoza a Pedro del Castillo, el 20 de noviembre de 1560 señaló: «[...] Por cuanto su Majestad por sus reales Provisiones me encargó la Gobernación de estas dichas Provincias de Chile de Norte a Sur desde el Valle de Copiapó hasta la otra parte del Estrecho de Magallanes, y de este-oeste ciento cincuenta leguas, como se lo dio y señaló por Gobernación al Adelantado Don Jerónimo de Alderete [...]». En esta época, la Gobernación o Capitanía General de Chile adquirió lo que sería su máxima extensión, que abarcaba todo el extremo meridional del Cono Sur y la totalidad de la Patagonia.

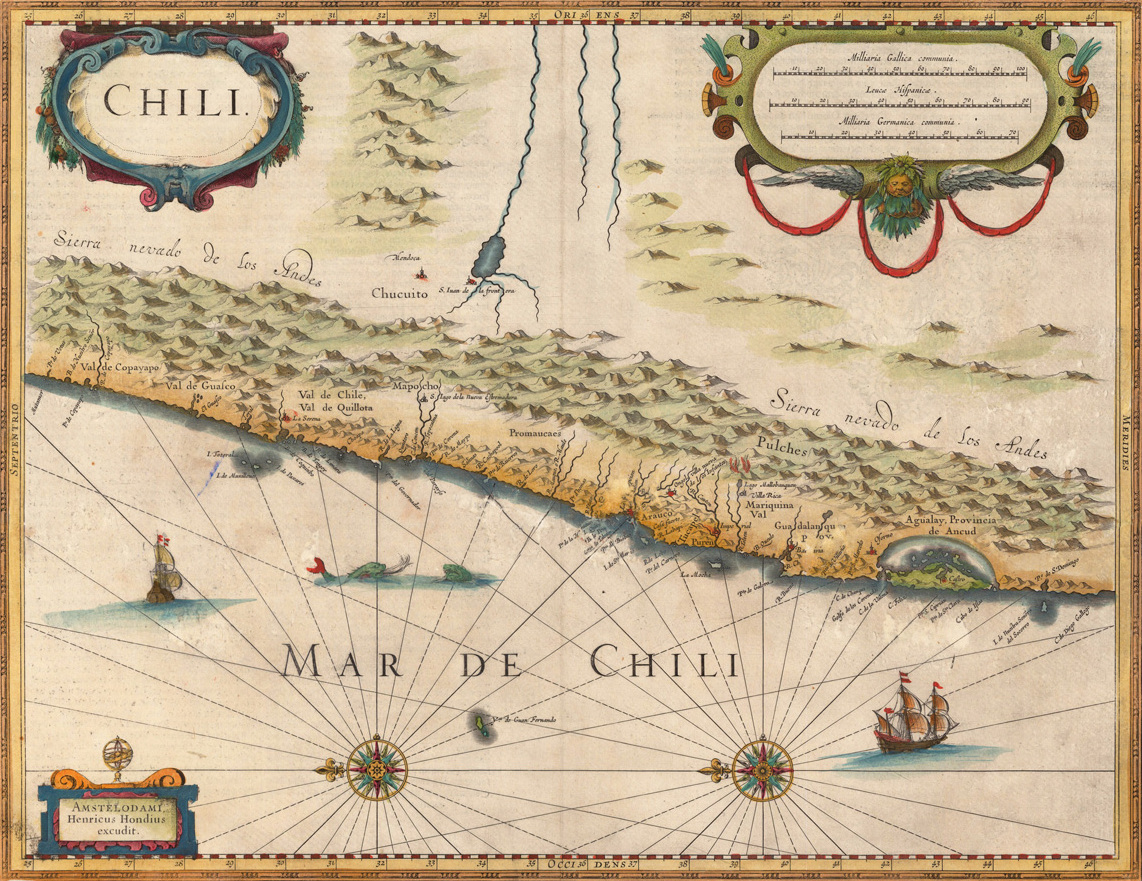
Mapa neerlandés de las costas del Reino de Chile, 1635.

En los años posteriores, a través de diversas reales cédulas dictadas por el rey Felipe II, se fue especificando el territorio chileno a medida que las administraciones coloniales vecinas adquirían importancia. El 29 de agosto de 1563 se dictó la separación de la llamada gobernación de Tucumán, Juríes y Diaguitas (que contaba con Santiago del Estero) del territorio chileno, incluyéndola dentro de la Real Audiencia de Charcas. Luego, el 1 de junio de 1570, se modificaron los límites meridionales de la gobernación del Río de la Plata a petición de su adelantado Juan Ortiz de Zárate, moviéndola 200 leguas al sur, desde el paralelo 36° 57’ al 48° 21’ 15’’ de latitud sur (aproximadamente hasta la actual ciudad de Puerto Deseado en la costa atlántica).

Comunidad de jurisdicciones de la gobernación del Plata y la gobernación de Chile entre 1570 y 1661 según Manuel Ravest Mora.

La real cédula de 1570 a favor del adelantado Juan Ortiz de Zárate modificó los límites meridionales de la gobernación del Río de la Plata y del Paraguay 200 leguas hacia el sur, desde el paralelo 36° 57' sur en el Río de la Plata hasta el 48° 05' sur, es decir, una estrecha franja del litoral atlántico pasó a depender de aquella gobernación en la Patagonia atlántica.
Al no haber un acto explícito en la real cédula que modificara los límites de la Gobernación de Chile, y por el desconocimiento geográfico de la época, se formó nominalmente una superposición de jurisdicciones en el territorio de la Patagonia oriental entre el grado 48° 05º S por el norte, el Estrecho de Magallanes por el sur; el Atlántico por el este y el Pacífico por el oeste con la gobernación de Chile. Sin embargo, en 1661, el territorio es reintegrado a la jurisdicción del reino de Chile, tal como ya era parte desde la fundación del reino. La falta de preocupación por definir con claridad estas fronteras generaría una larga disputa posteriormente entre Chile y la Argentina respecto a la soberanía de dichos territorios.
En 1573 el rey Felipe II disuelve la Real Audiencia de Concepción, restaurando al Rodrigo de Quiroga como gobernador de Chile mediante la Real Cédula de San Lorenzo el Real del 5 de agosto. En esta cédula se habla sobre el territorio en los siguientes términos:

...tengáis la Gobernación y Capitanía general de las dichas provincias de Chile según e de la manera que lo tenían don García Hurtado de Mendoza y el adelantado Francisco de Villagra y los demás nuestros gobernadores que han sido de las dichas provincias [...] tenemos por bien de ampliar y extender la dicha Gobernación de Chile de como la tenía Pedro de Valdivia otras ciento setenta leguas, más o menos, que son desde los confines de la Gobernación que tenía dicho Pedro de Valdivia hasta el Estrecho de Magallanes.

El territorio que estaba asignado a Villagra y que se heredó a Quiroga tuvo el estrecho de Magallanes "inclusive", con los territorios al sur de este también.
Cuando se estableció la Real Audiencia de Santiago de Chile en el 17 de febrero de 1609 la Real Cédula que dispuso su creación por parte del rey Felipe III incluyó como parte de su jurisdicción todo el territorio de las provincias de Chile.
El 1 de noviembre de 1661 el rey Felipe IV publicó una Real Cédula que señalaba:

todo el Reino ya nombrado de Chile, con las ciudades, villas, lugares y territorios que están comprendidos en el gobierno de estas provincias, tanto las regiones que están hoy pacificadas y pobladas como los que pudieran conquistarse, poblarse y pacificarse en el interior y exterior del estrecho de Magallanes y en el territorio interior inclusive hasta la provincia de Cuyo.

En 1680 el rey Carlos II ordenaba promulgar la Recopilación de las Leyes de los Reinos de Indias, hecha para armonizar y ordenar las leyes de la Monarquía, en la cual en su Ley 12 reafirmaba que la Audiencia de Chile tuviese: 

[...] la que tenga por distrito todo el dicho Reyno de Chile, con las ciudades, villas, lugares y tierras que se incluyen en el gobierno de aquellas provincias, asi lo que ahora está pacifico y poblado, como lo que se redujere, poblare y pacificare dentro y fuera del estrecho de Magallanes y la tierra adentro hasta la provincia de Cuyo inclusive.
Recopilación de Leyes de Indias, 1680

La real cédula de 1680, afirma que no tienen ningún valor legal las leyes que sean diferentes o contrarias a las leyes de la recopilación, pero es la real cédula del 1 de noviembre de 1681 la que autoriza la publicación de la recopilación.
En 1669, G. Sanson, cartógrafo del Rey de Francia, dio a conocer este mapa sobre las trece jurisdicciones de la gobernación del Chile Antiguo. Lo hizo asesorado por el padre Alfonso del Valle de la Compañía de Jesús, según figura en el mismo mapa.

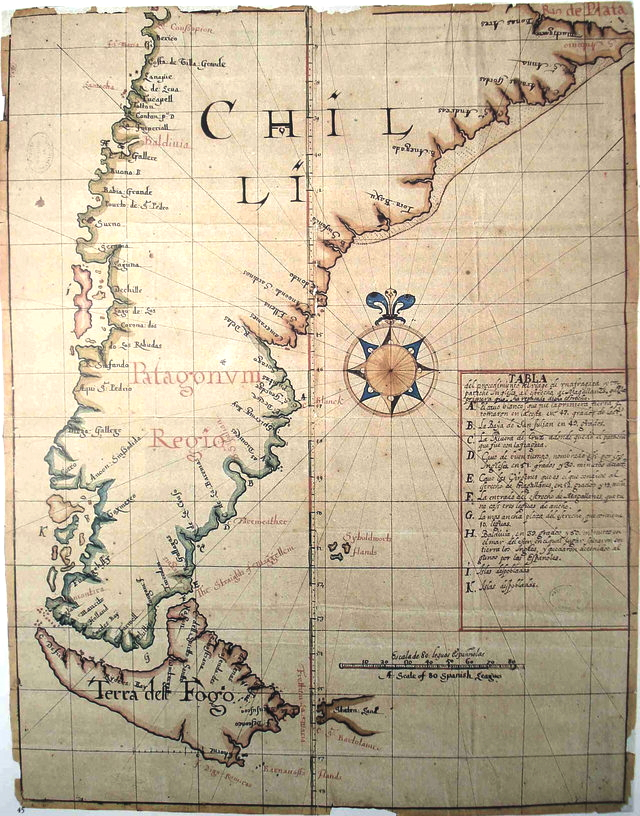
Mapa de 1671.

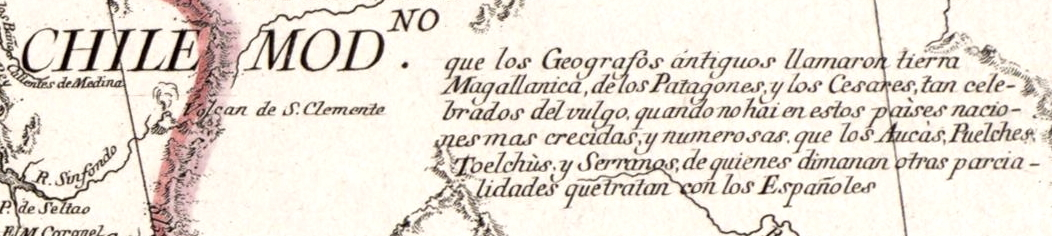
Extracto del mapa de Cano y Olmedilla de 1775, documento oficial del Imperio Español, el cual especifica que el nombre de "Chile Moderno" hace referencia a la Patagonia.

En la Recopilación de Leyes de Indias de 1680 se señalaban como territorio jurisdiccional de la Audiencia de Chile «todo el dicho Reyno de Chile, con las Ciudades, Villas, Lugares y tierras, que se incluyen en el gobierno de aquellas Provincias, assi lo que ahora está pacifico y poblado, como lo que se reduxere, poblare y pacificare dentro y fuera del Estrecho de Magallanes, y la tierra adentro, hasta la Provincia de Cuyo, inclusivé». Algunos historiadores consideran que con esta cédula y también la de 1661 la costa de la Patagonia oriental se consideraba dentro del Reino de Chile algo que se evidenciaba en la cartografía hispana y extranjera de la época con el término de Chile Moderno para describir a los territorios chilenos en los cuales no se tenía control efectivo, pero sí soberanía por derecho. El término era aplicado para describir a las Tierras Magallánicas o Patagonia, incluso mostrándose la frase "que los españoles comprenden con el nombre general de Chile" tras nombrar al lugar. Pese a estas disposiciones, no todo ese territorio se encontraba bajo control efectivo, siendo el caso más emblemático el de los territorios al sur del río Biobío (conocida como la zona de La Frontera) y que estaban bajo control araucano con autonomía reconocida por el soberano.
Los exploradores españoles apenas recorrieron los canales de Aysén y los que lo hicieron, intentaban encontrar infructuosamente el camino a la mítica Ciudad de Los Césares. 
La región de Trapananda (actual Aysén) fue incorporada a los dominios de Chiloé siendo el área geográfica localizada entre medio del archipiélago de Chiloé y el estrecho de Magallanes, objetivo final a fortificar para el imperio español. Estos dominios abarcaban hasta el cabo de Hornos.
Entre el año 1557 y 1679 se efectuaron doce expediciones religiosas para explorar la región.
En las cartas antiguas la región de la Patagonia, entre los paralelos 48° y 50° Sur, aparecía ocupada casi exclusivamente por una gran isla denominada «Campana» separada del continente por el «canal de la nación Calén», nación que se supuso existió hasta el siglo XVIII entre los paralelos 48° y 49° de latitud sur.
Las reales cédulas hablaron de la administración de la provincia de Nahuelhuapi por parte del reino de Chile ya que en aquellos lugares se realizó la misión jesuita del Nahuel Huapi destacando la fundación de una iglesia por parte del padre Nicolás Mascardi.

confirmar la misión nombrada Nuestra Señora de la Asunción de indios puelches y poyas en la provincia de Nahuelhuapi del reino de Chile
Real cédula del 23 de febrero de 1713

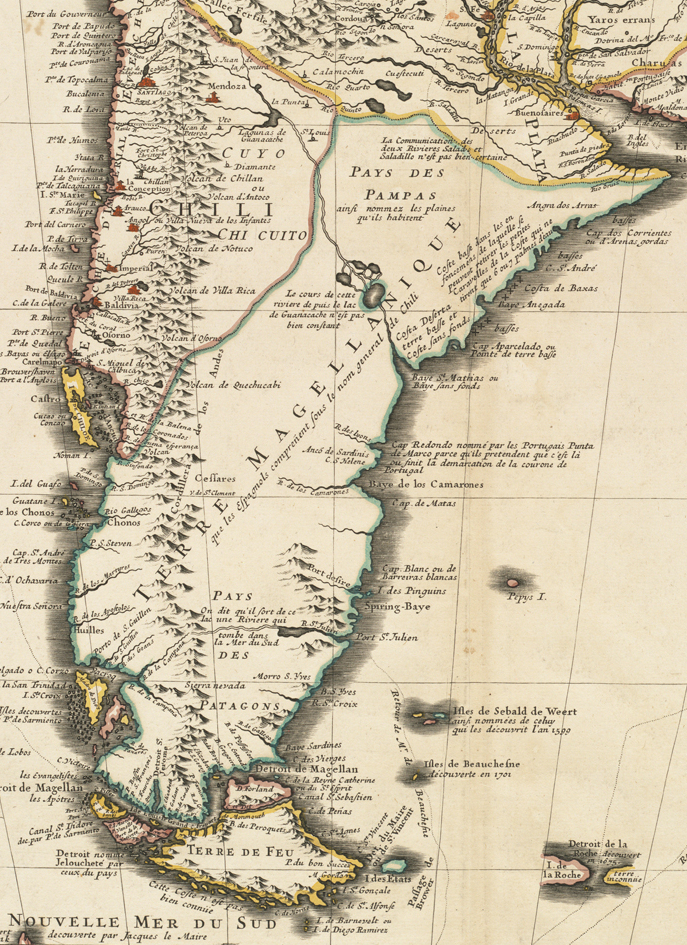
Mapa del francés Guillaume de L'Isle de 1703 mencionando a la "Terra Magellánica" con el subtítulo "que los españoles comprenden con el nombre general de Chile"

El año 1741 ocurre el naufragio del barco británico HMS Wager en la zona del archipiélago Guayaneco. Tras el suceso España aumentó su interés en la región, aumentando las expediciones al istmo de Ofqui y mandando misioneros franciscanos y jesuitas quienes trasladaron a canoeros.

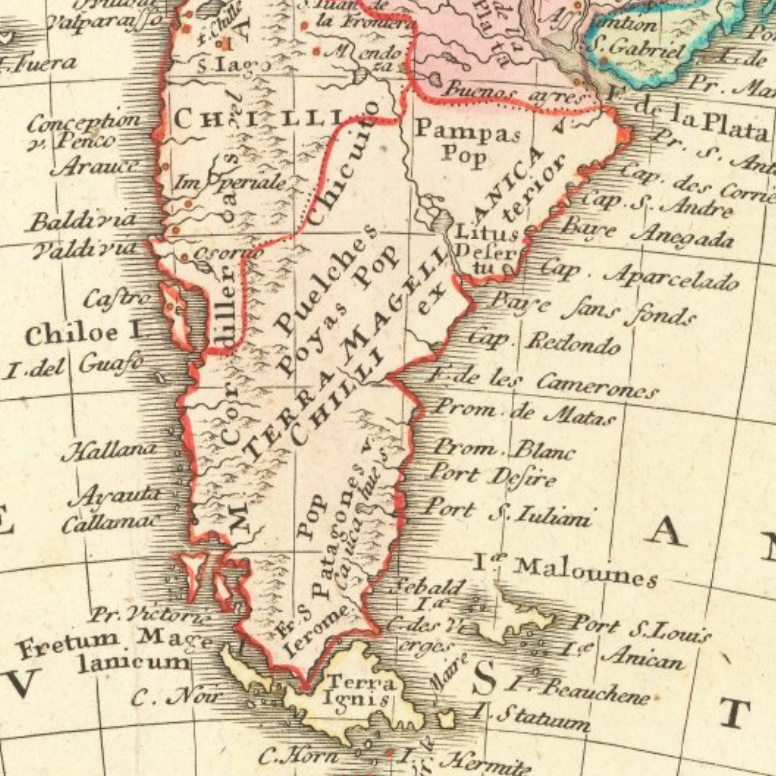
Mapa de Homann Heirs y Johann Matthaus Haas de 1746, se menciona a la Terra Magallánica como "Chile Exterior".

En 1744 el Oficial Real de Santiago siguiendo órdenes del Consejo de Indias realizó una descripción del reino que detalló las Tierras Magallánicas o Chile Exterior dentro de su jurisdicción:

Se gradúa y cuenta todo este Reyno de Chile al presente desde el Cabo de Hornos que está en la altura de 56° hasta el Cerro de San Benito en la altura de 24° Sur á Norte “ en que está el despoblado que llaman del Perú [...] Incluye  toda  la  Pampa  hasta  el  Mar  del Norte rematando en la Bahía sin Fondo o junto al Río de los Leones a los 44° de latitud, y declinando de este paraje para el Estrecho de Magallanes hasta el Cabo de Hornos por la playa del mapa que incluye esta relación hasta los 56° de latitud en que esta comprende, según ella y la cuenta que se ha hecho (1390) mil trescientas noventa leguas de circunferencia por todo el Reyno, que son las demarcaciones más puntuales, señas y deslindes más seguros que hemos podido adquirir, por personas prácticas avecindadas y la fé en cuyo conocimiento están sus moradores por razón de deslinde de Reyno, Provincias y sus tierras con quienes se comparten
Oficial Real de Santiago, 1744

Mapa de las macro regiones de Chile según la cartografía del, y comienzos del XIX.

Entre los años 1762 y 1767 además del 1798 el jesuita J. Vicuña visitó la región. Juan Levien recibió un título de propiedad entre los paralelos 43° y 48° de latitud sur tras su ayuda a José de Moraleda.
En 1748, un libro publicado tras una expedición solicitada por el rey a América detalla: 

Ocupa el dilatado Reino de Chile aquella parte de la América meridional que desde los extremos del Perú corre hacia el polo austral hasta el estrecho de Magallanes... haciendo división entre ambos reinos, según queda dicho en otra parte, el despoblado de Atacama...
Relación Histórica del viaje a la América Meridional hecho de orden de Su Majestad, 1748, Jorge Juan y Antonio de Ulloa

En 1749 el rey Fernando VI de España ordenó la construcción del fuerte San Fernando de Tenquehuén en la península de Taitao, posteriormente desmantelado. Previamente el almirante inglés George Anson había promocionado la creación de un asentamiento de su país en la isla Inche.
El 26 de abril de 1761, el Virrey del Perú y exgobernador de Chile, Manuel de Amat y Juinent, envió al Consejo de Indias y la Corte un informe llamado Historia geográfica e hidrográfica del Reino de Chile en donde se incluía el Chile Moderno (Patagonia) con una descripción explícita de la costa atlántica como parte de su jurisdicción, así como también un plano de diez pliegos con todo el extremo sur del continente, inclusive el Estrecho de Magallanes, Tierra del Fuego y las islas Malvinas. Estos documentos fueron aprobados por el Consejo de Indias, existiendo una nota de agradecimiento del 16 de noviembre de 1761.

Origen del río San Jorge, que corre en la parte Este de la Sierra Nevada; Cabo San Jorge, en la costa oriental; Cabo Blanco, en la costa oriental; Cabo San Julián, en la costa oriental; Bahía San Julián; Embocadura del río Santa Cruz; Islas Sebaldas descubiertas por Sebaldo de Weert en 1699; Embocadura del río Gallegos; Bocas del Estrecho, puerto del Hambre, Bahía del Buen Suceso, Bahía de la Posesión, Estrecho Le Maire, Tierra del Fuego, Cabo de Hornos.
Historia geográfica e hidrográfica del Reino de Chile, 1761

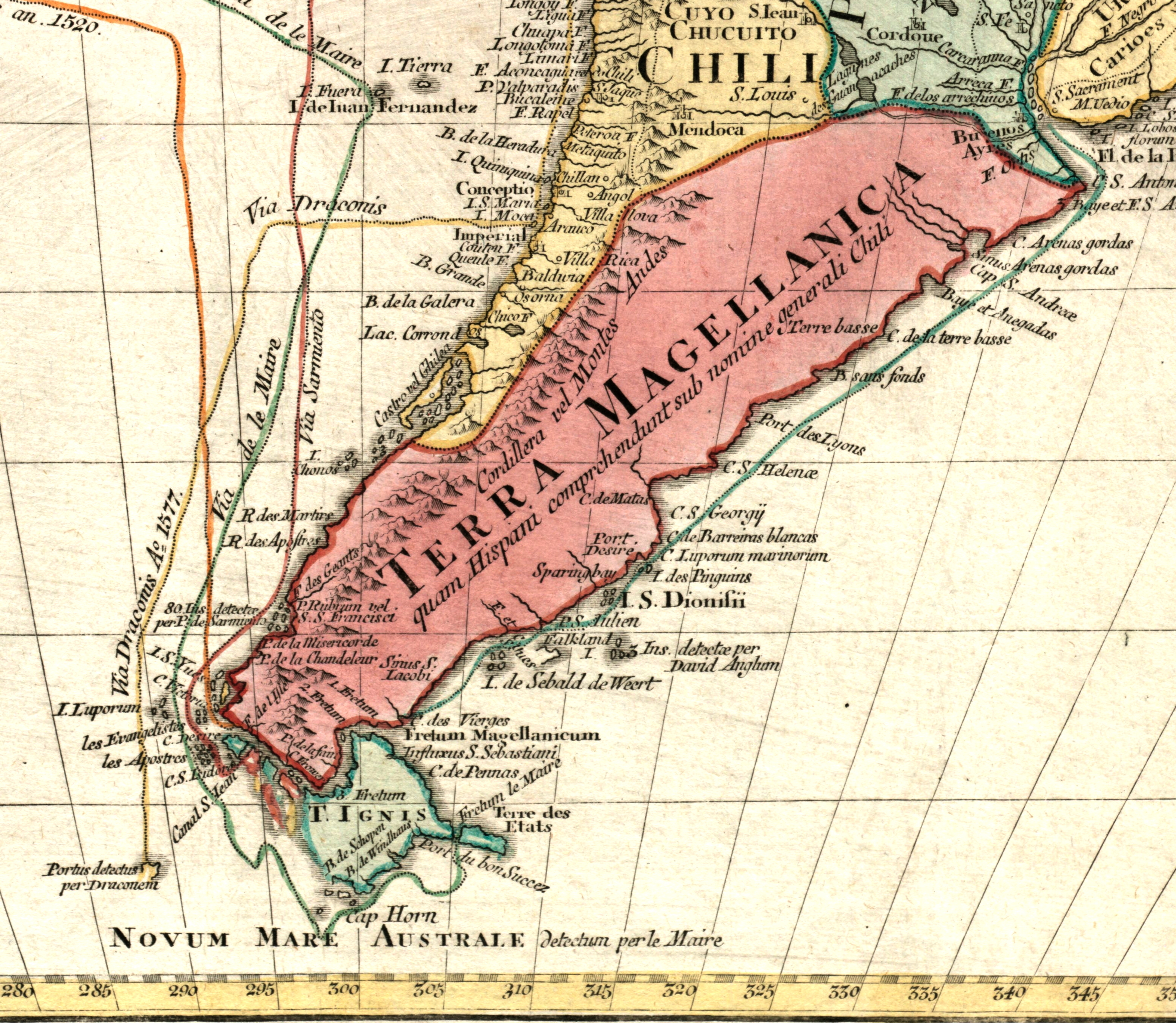
Mapa de 1772 en latín mencionando a la "Terra Magellánica" con el subtítulo "que los españoles comprenden con el nombre general de Chile".

El 12 de junio de 1764, el gobernador de Chile Antonio de Guill y Gonzaga, emite un decreto referido a las misiones religiosas con la intención de que 

en los años en que se verificase entrada en tierra firme para el Estrecho de Magallanes y naciones que la habitan, con tal de no hacerse ninguna sin expresa licencia de aquel superior Gobierno
Real Cédula del 12 de febrero de 1761

En 1767, el rey autorizó al virrey del Perú para que se hiciese cargo de la defensa de Chiloé y entregara su gobierno al militar que él mismo dispusiera. El 28 de marzo del año siguiente, el virrey separó al Gobierno de Chiloé de la jurisdicción del capitán general de Chile y de la Audiencia de Santiago, lo cual fue confirmado por el rey el 15 de octubre de 1768; esta anexión, en principio, tenía carácter transitorio pero subsistió hasta el final del régimen colonial:

«(...) separar, al ménos por ahora, i con dependencia de la aprobacion de S. M., la jurisdicción temporal de aquella isla i sus adyacencias de la capitanía jeneral de Chile i real audiencia de Santiago; (...) Como virrei i capitán jeneral de los reinos del Perú i Chile, mando en nombre de S. M. que la espresada provincia, sus castillos, islas, plazas i fortalezas, por ahora i miéntras duraren las operaciones que se van a emprender para su fortificacion, mejor servicio del rei i beneficio de dichos naturales, queden sujetas a esta capitanía jeneral i en lo político a esta real audiencia, adonde podren interponer los recursos que permiten las leyes.»

En 1768 el capitán general Ambrosio O'Higgins, elevó una carta dirigida al Consejo de Indias solicitando con urgencia que se le autorizase el poder fundar asentamientos en la costa patagónica atlántica para poder tomar posesión de la zona y evitar que naciones extranjeras como Gran Bretaña se adelantasen, textualmente "atendiendo a la defensa interior del Reino".
El año siguiente la carta fue presentada en una reunión extraordinaria del Consejo de Indias en Madrid en la que el fiscal general expresó: 

Don Ambrosio O'Higgins remite una presentación, su fecha en Santiago de Chile a 7 de julio de 1769, acompañada de unos apuntamientos sobre el estado actual de aquel Reino, misiones y poblaciones de la frontera, con reflexiones sobre la posibilidad y precisión de extenderlas tanto por la Costa Oriental y Occidental del Cabo de Hornos y Tierras Magallánicas, como también por las Pampas de Buenos Aires
Consejo de Indias, 1769

 Además Ambrosio O'Higgins buscó la incorporación de los indios pampas, presentes en la Patagonia Oriental.

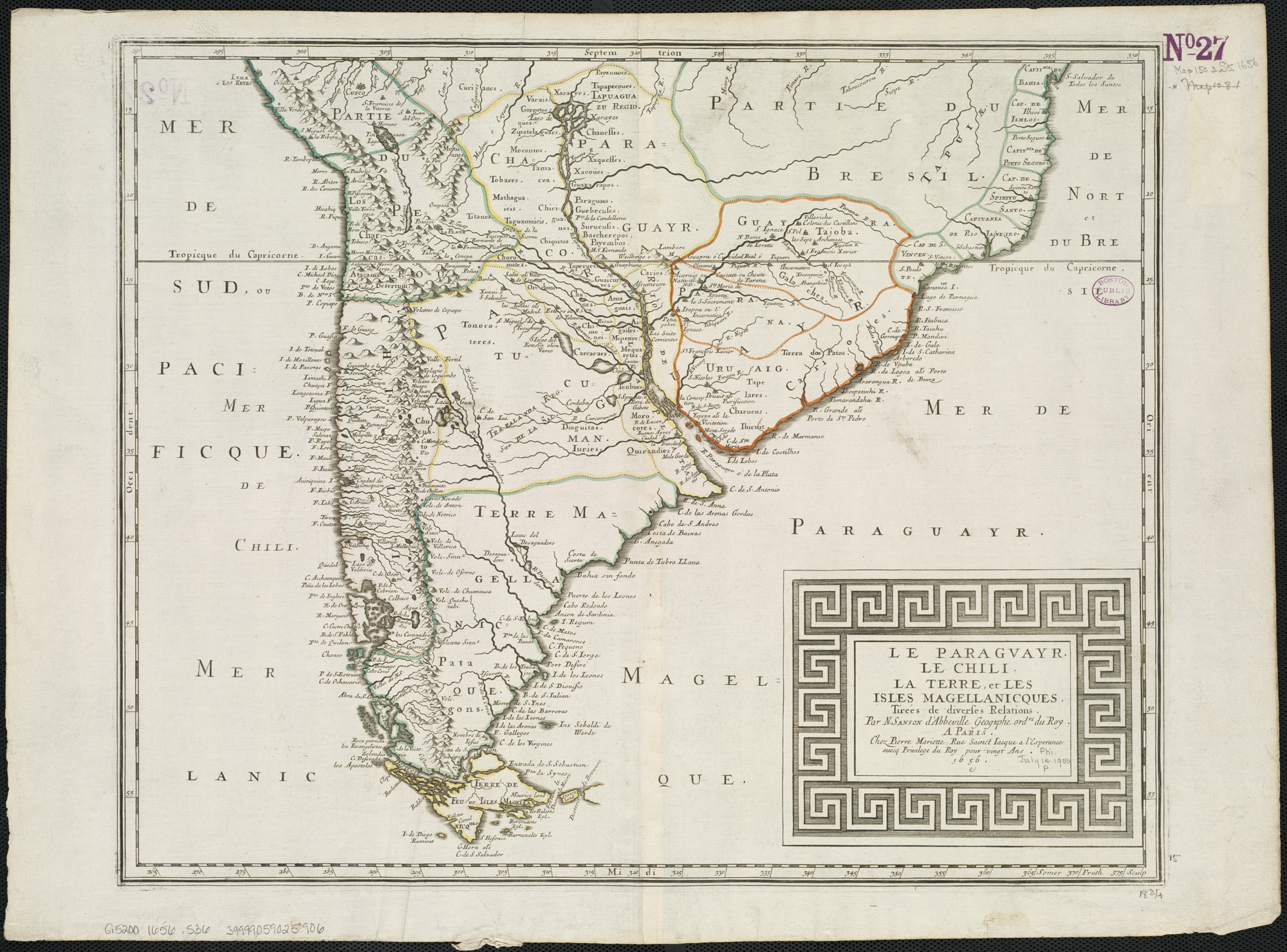
Mapa del Cono Sur. La Patagonia y las Tierras Magallánicas aparecen como territorios sin dominio en terreno del imperio español.

En 1776, con la creación del Virreinato del Río de la Plata, se separó de Chile la provincia de Cuyo, al oriente de la cordillera de los Andes, al incluirse en él «los territorios de las ciudades de Mendoza y San Juan del Pico que estaban a cargo de la gobernación de Chile». En 1784 se creó la intendencia de Chiloé, subordinada al Virreinato del Perú. Valdivia fue reconstruida en 1740 y Osorno en 1796, ampliando la jurisdicción efectiva del gobierno colonial chileno; sin embargo, esta última ciudad se mantuvo bajo jurisdicción directa del virrey peruano entre el 1 de junio de 1798 al 28 de octubre de 1802 cuando regresó a manos chilenas. Adicionalmente, se incorporó en 1749 el archipiélago de Juan Fernández.
El límite sur de los territorios transferidos al naciente virreinato es el río Diamante, acorde con al acta de fundación de la ciudad de 
Mendoza y con el mapa de Juan de la Cruz Cano y Olmedilla de 1775, el cual fue usado por el rey para crear el nuevo virreinato. En el mapa se explícita el término "Chile Moderno" en la Patagonia, además de apreciarse el nombre "Reino de Chile" inclusive en la parte oriental de los Andes. La Comarca Desierta de la Patagonia o Chile Moderno limitaba con los dominios de Buenos Aires en el cabo Corrientes, un poco más al norte de la actual ciudad de Mar del Plata. El 7 de abril de 1776 mediante una real orden el rey dispone que se le de a Cano y Olmedilla una gratificación en dinero "en atención a la diligencia y acierto con que ha compuesto y grabado el Mapa de América
Meridional". El 23 de febrero de 1802 mediante una Real Orden se autoriza el reparto de ejemplares del mapa en los ministerios y el consejo de Indias.

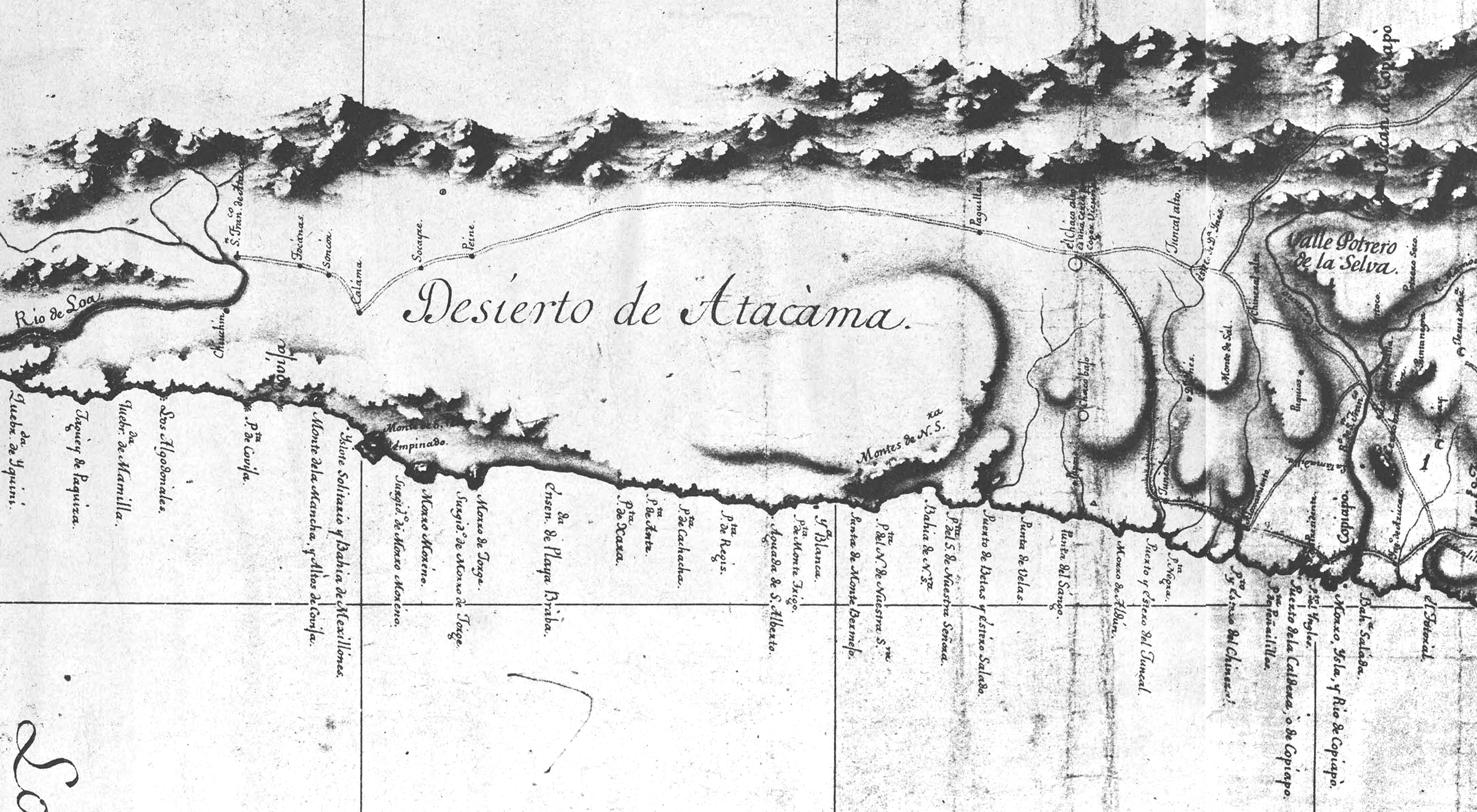
Mapa de Andrés Baleato, de 1793 mostrando el límite entre Chile y Perú en el río Loa.

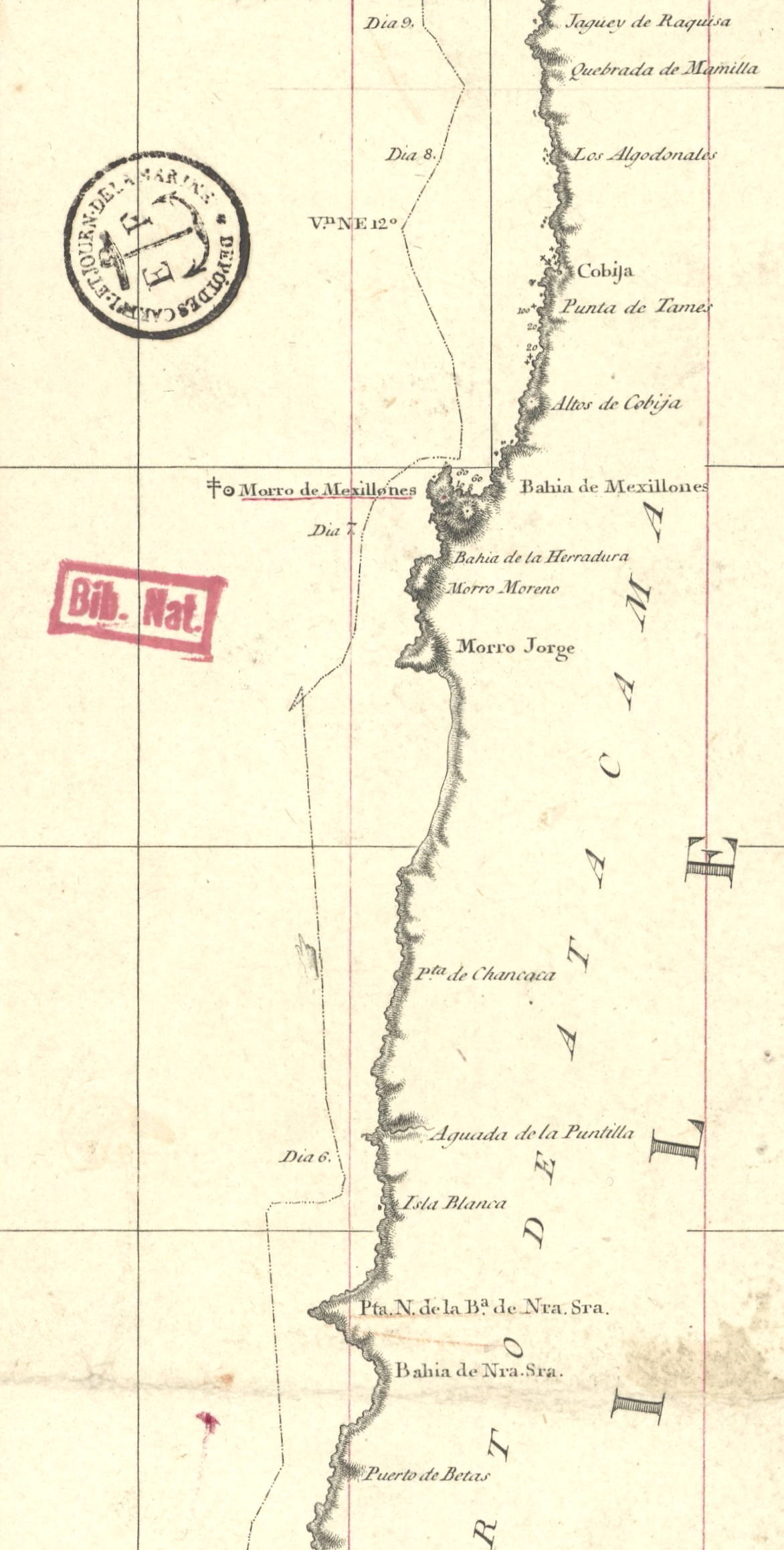
La costa de la actual región de Antofagasta en la Carta esférica de las costas del Reyno de Chile de 1799.

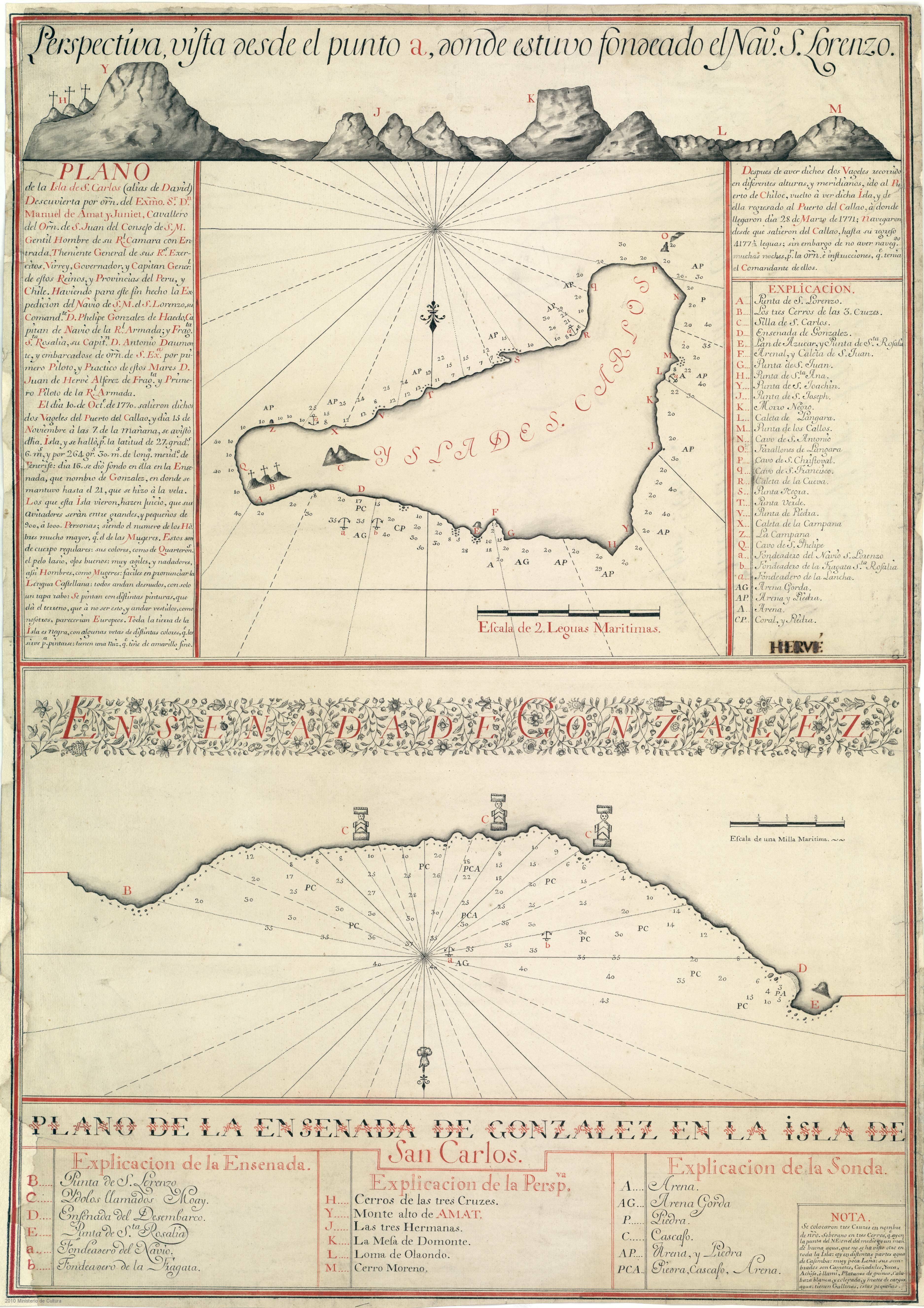
Mapa de la isla de San Carlos (actual isla de Pascua o Rapa Nui) de 1772 hecho por Felipe González de Haedo, el territorio fue incorporado al reino de Chile dos años antes.

En 1770 se produjo una expedición a Isla de Pascua ordenada por el virrey del Perú Manuel de Amat y Juniet y bajo el mando de Felipe González de Ahedo arribó a la isla y llevó a cabo el primer levantamiento cartográfico de la misma, bautizándola como isla de San Carlos, en honor al rey Carlos III de España, y tomando posesión de la misma para la Corona Hispánica y en específico el reino de Chile. En la documentación elaborada por González de Ahedo, aparecen por primera vez dibujos de los moais. De la toponimia elaborada por González de Ahedo, solo se conserva en la actualidad el nombre de Punta Rosalía. En 1776 Juan Ignacio Molina destaca a la isla por sus «monumentales estatuas» en el quinto capítulo sobre «Islas Chilenas» de su libro «Historia Natural y Civil del Reino de Chile».
En 1792 se realiza una expedición al mando de Francisco de Clemente y Miró junto a Luis Lasqueti a la isla Inche del archipiélago de Chonos.
El 20 de diciembre de 1783 se celebró el parlamento en Lonquilmo, presidido por Ambrosio O'Higgins en representación de Ambrosio de Benavides Medina. En este se incorporan al cuatro butalmapu los indígenas del oriente de los Andes, consiguiendo su lealtad al monarca y la vigilancia de las tierras magallánicas a través de los capitanes generales de Chile y del comandante general del ejército de la frontera araucana. El acuerdo relata: 

5.° Que sean en adelante también comprendidos en este mismo butalmapu los puelches y indios pampas que poseen los países de la parte septentrional del reino desde Malalguí y fronteras de Mendoza hasta el Mamilmapu situado en las pampas de Buenos Aires, los que formando un cuerpo y parcialidad con nuestros puelches y pehuenches de Maulé, Chillán y Antuco serán intimados a nombre del Rey Nuestro Señor a someterse en común con los demás indios a los actuales términos de la paz general, asegurados de la protección real siempre que desistan de las perniciosas correrías y hostilidades ejecutadas continuamente con los españoles de la jurisdicción de Buenos Aires (...) 18.° Que han de confesar y reconocer por su Rey y Señor Natural a nuestro católico monarca Carlos III, que Dios guarde; que han de ser fieles y obedecer sin faltar jamás en cosa alguna a las órdenes que de parte de S. M. les fueren comunicadas por los señores capitanes generales y comandante general de la frontera... Asimismo se les encarga de parte de S. M. a los caciques fieles de los expresados butalmapu y a los indios de clase común, si hay en la actualidad hacia las Tierras Magallánicas alguna colonia o establecimiento de gente extraña y que den cuenta de lo que supieren para la
inteligencia de la capitanía general de Chile

El convenio dado a conocer al rey, quien lo aprueba mediante la real orden de 16 de noviembre de 1784. Se realizaron más parlamentos de aquel tipo por orden del gobernador Luis Muñoz de Guzmán hasta 1803.

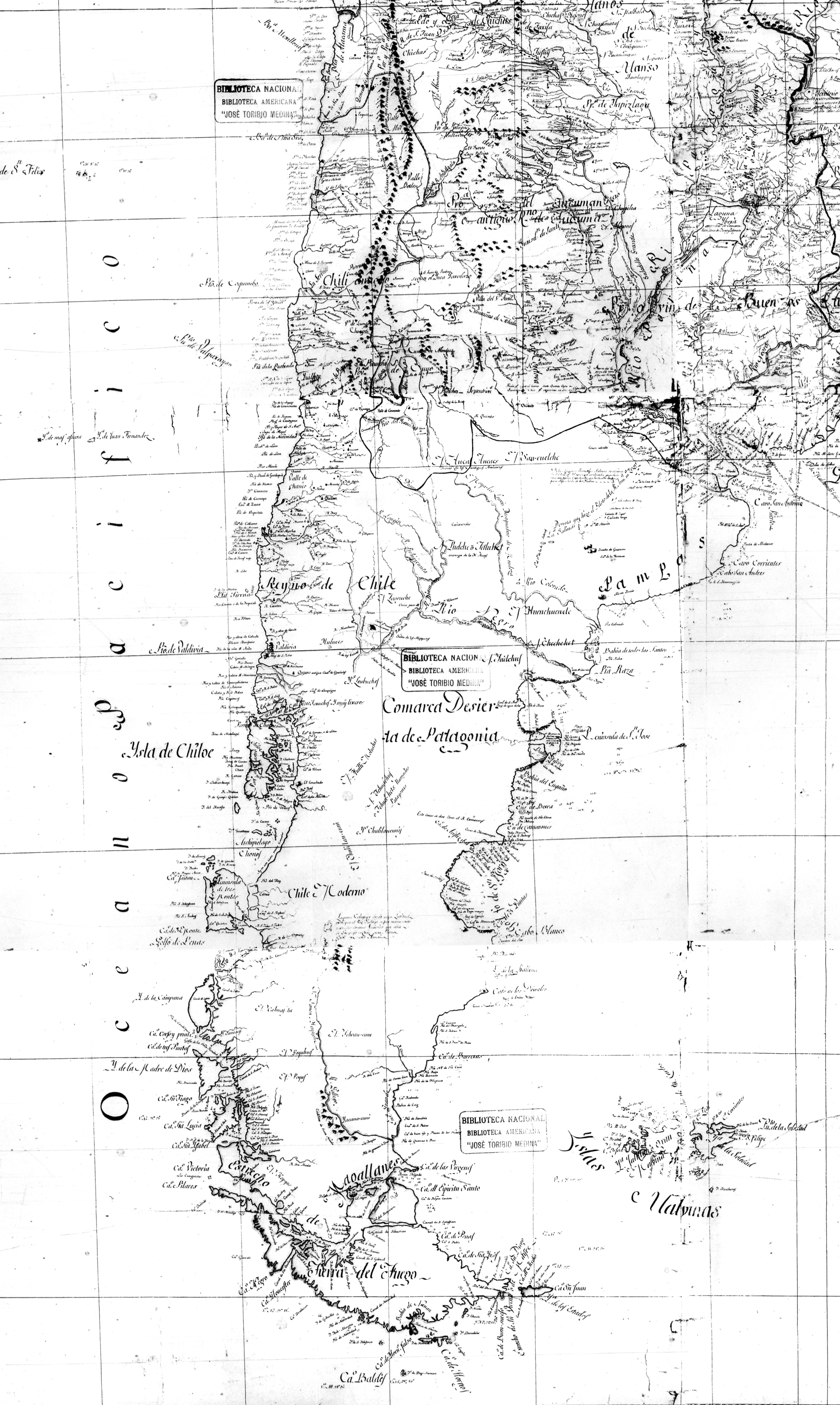
Reino de Chile en el mapa de Agustín Ibáñez y Bojons de 1800, se aprecia una frontera similar a la del mapa de Olmedilla de 1775 en la costa atlántica, cerca del paralelo 36° sur.

En 1800 el teniente coronel del ejército español y capitán primero del cuerpo de Ingenieros, Agustín Ibáñez y Bojons realiza un mapa de la América del Sur en el cual muestra límites similares al mapa de Cano y Olmedilla de 1775, con la diferencia que el límite atlántico del reino de Chile se acerca al paralelo 36° sur en vez del 38° sur, además en su descripción reproducida en el libro Monumenta Chartographica Indiana de 1942, realizado por Julio Guillén Tato para el Ministerio de Asuntos Exteriores de España, se menciona que contiene los "límites del Virreinato de Buenos Aires", además que en el mapa mismo se indica "Fronteras de Buenos Ayres":

Al SE cartela circular con explicación, clave y notas. [...] segun se conbino para el mejor desempeño de los reconocimientos de mar y Tierra que practicó el constructor del mapa en el año de 1800 de Orden de la Superioridad. Es Copia. Contiene los límites del Virreinato de Buenos Aires, de donde seguramente procede, y leyenda en un lugar sobre los de España y Portugal, como ésta: Desde el Puerto de Maldonado hasta el Rio Grande de San Pedro fué levantado por los Geografos de la demarcacion de Límites entre las dos Coronas de España y Portugal que dio principio en el Arroyo de Chuy el Año 1780. Comprende desde el Ecuador hasta los 57°S desde los 23°30E a 24°30W de Buenos Aires. En la misma Real Sociedad Geográfica de Madrid existía otro mapa que, aunque sin tanta finura de lavado, era seguramente el original; estaba firmado por Ibañez y era idéntico en tamaño y en todo. También poseía esta Real Sociedad el mapa de Millau, de la América del Sur (17..), citado por Fernández Duro Disquisiciones Nair. y que sirvió, en gran parte, a Cruz Cano para formar el suyo que hemos descrito más arriba.

El mapa fue enviado al Secretario de Estado José de Urruña por Martínez de Cáceres en 1802 y el propio Ibáñez lo envió en 1804 al Gobierno español con un plan de operaciones para recuperar algunos territorios ocupados por los portugueses.
A comienzos del siglo XIX un libro francés de geografía describe los límites de la Capitanía General de Chile: "Describiremos aquí todo lo que se entiende ordinariamente bajo el nombre de reino de Chile, es decir, el propio Chile, al occidente de los Andes; el Nuevo-Chile y la provincia de Cuyo al este de estas montañas. Ya hemos remarcado que Cuyo y Nuevo-Chile dependen del Virreinato del Río de la Plata, mientras que la presidencia de Santiago no abarca más que el propio Chile."
El 1 de octubre de 1803, el rey Carlos IV mediante real orden transfirió el puerto de Paposo a la jurisdicción del Perú, separándolo de la de Chile:

«Enterado el Rey del abandono en que se halla el puerto de Nuestra Señora del Paposo y sus inmensas costas en el mar del Sur, así como de las proporciones que ofrece el territorio inmediato y el desierto de Atacama para cría de ganados, (...) Así mismo, ha resuelto S. M. que el expresado puerto, sus costas y territorio se agreguen al virreinato de Lima, así para el gobierno político, como para lo militar, por la mayor facilidad con que lo puede defender, y porque siendo digno de toda atención, es consiguiente que dependa de aquella capital, cuyo apostadero extiende su jurisdicción hacia el Sur á todos los puertos y costas hasta Chiloé; y teniendo S. M. presente que en esta empresa son tan interesadas las provincias del Río de la Plata y del Perú, como ese Reino de Chile, pues concurren las extremidades de los tres gobiernos en el territorio indefenso del Paposo, (...)» San Lorenzo, octubre 1.° de 1803.

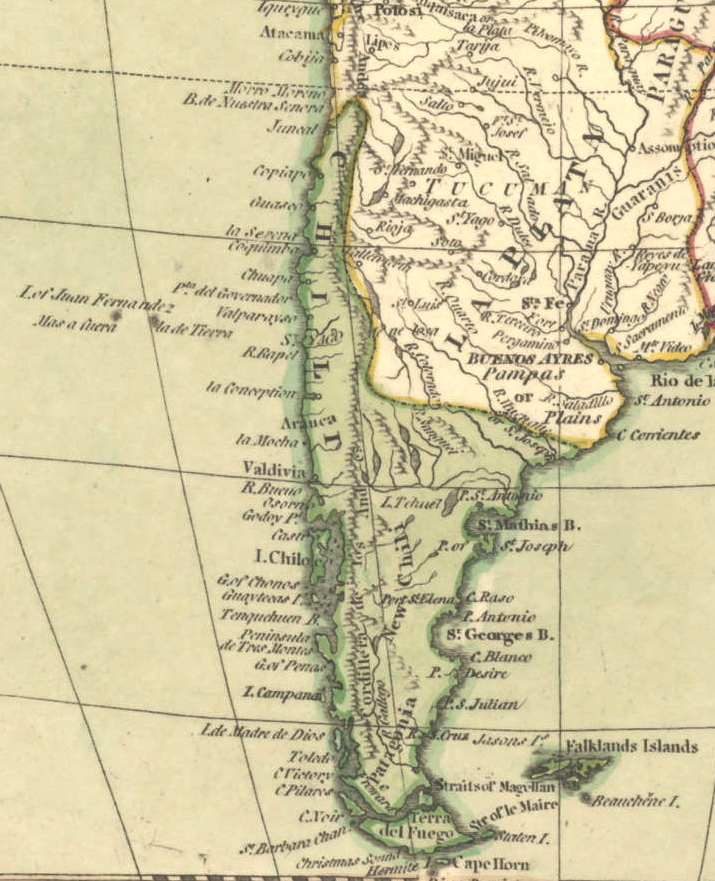
Mapa británico que nombra a la Patagonia como "New Chili" y la asigna dentro de la jurisdicción de Chile.

De acuerdo a la historiografía tradicional chilena, la orden no fue cumplida por el virrey. Sin embargo, en la Memoria que el virrey del Perú José Fernando de Abascal entregó a su sucesor Joaquín de la Pezuela en 1816 dice textualmente:

«El Virreynato del Perú después de las últimas desmembraciones y nuevas agregaciones que se le han hecho tiene por límites al norte la provincia de Guayaquil; el desierto de Atacama al sur, comprendiendo en todo su territorio desde los 32 minutos al norte de la equinoccial hasta los 25° 10’ de latitud meridional.»

Este documento ha sido utilizado como respaldo por la historiografía peruana y boliviana para afirmar que la Real Orden de 1803 sí fue ejecutada y que el límite norte de Chile al declararse su independencia, según el Uti possidetis iure de 1810, estaba constituido por el desierto de Atacama sin incluirlo como parte integrante de su territorio; siendo así, si Simón Bolívar y Antonio José de Sucre lo anexionaron para la naciente República de Bolivia lo hicieron desmembrándolo del Perú y no de Chile.
Por encargo del intendente de Concepción, el alcalde provincial don Luis de la Cruz emprendió en 1806 la exploración del camino de los chilenos hacía el Atlántico. El intendente lo autorizó diciendo "cómo se podrá extender hasta nuestros establecimientos de la costa de Patagonia". Cruz fue acompañado por un grupo de oficiales del ejército real de Chile y a poca distancia de Buenos Aires, le dijo al cacique aucae Curripilún: "Vosotros fuistéis siempre pobres hasta que llegaron los españoles a estos desiertos chilenos a procrear caballos, vacas y ovejas para vuestro sustento". Y en un memorial presentado al Tribunal del Consulado de Santiago en 1807, el explorador dijo: "Encontrará el Consulado que por él se une a este reino con el de Buenos Aires, quedando a nuestro favor tanto número de tierras cuantas puede gozar el reino de Chile en toda su extensión. Encontrará V.S. calidades de terrenos primorosos para extender nuestras haciendas de ganados, y que nuestro comercio se extiende hasta Europa. Encontrará arbitrios seguros para defendernos por las costas patogénicas de nuestros amigos (los indios) para la defensa, sin multiplicar gastos al erario y mediante ellos extender nuestros descubrimientos y conquistas a los lugares más remotos".

### La Antártica en el reino de Chile

Mapamundi de Abraham Ortelius (1570), donde aparece la Terra Australis Incognita.

Durante muchos años, los cartógrafos y exploradores europeos especularon con la existencia de la Terra Australis Incognita, un inmenso territorio ubicado más al sur del estrecho de Magallanes y la isla Grande de Tierra del Fuego que llegaba hasta el Polo Sur.
El Tratado de Tordesillas, firmado el 7 de junio de 1494, fijó las áreas de influencia de España y de Portugal, al oeste y al este, respectivamente, de una línea que iba de polo a polo que nunca fue demarcada (a los 46° 37′ O, en la interpretación clásica española, y más al occidente, según la interpretación portuguesa), por lo que las áreas antárticas reclamadas hoy por Chile, aún desconocidas en ese entonces, caían dentro de la zona de España. El tratado, avalado en 1506 por la bula pontificia Ea quae pro bono pacis, lo que lo hizo obligatorio para todos los países católicos, no fue reconocido por los estados europeos no católicos e incluso por algunos que sí lo eran, como Francia. Para Gran Bretaña, Holanda, Rusia y otros países, las áreas antárticas eran consideradas res nullius, es decir tierra de nadie sujeta a la ocupación de cualquier nación.
En 1534, el emperador Carlos V dividió parte del territorio sudamericano en tres gobernaciones: 
- Nueva Castilla o Perú para Francisco Pizarro,
- Nueva Toledo o Chile para Diego de Almagro y
- Nueva León o Tierras Magallánicas para Simón de Alcazaba y Sotomayor, la cual fue extendida posteriormente hasta el estrecho de Magallanes.

En 1539, se creó una nueva gobernación hacia el sur de Nueva León llamada Terra Australis para Pedro Sánchez de la Hoz. En 1554, el conquistador Pedro de Valdivia, quien ya tenía a cargo la gobernación de Chile, logró que el Consejo de Indias traspasara los derechos de Nueva León y de la Terra Australis a Jerónimo de Alderete, el cual, tras la muerte de Valdivia al año siguiente, asumió como gobernador y las anexó al territorio colonial chileno.
Prueba de esto son múltiples documentos históricos, entre los que se incluyen una Real Cédula de 1554:

habiéndosenos consultado particularmente nos ha parecido conceder como la presente concederemos al dicho Capitán Jerónimo de Alderete la Gobernación de la tierra que, como dicho es, está de la otra parte del dicho Estrecho de Magallanes.

Posteriormente, en 1558, la Real Cédula de Bruselas incitó al gobierno colonial chileno a tomar posesión en nuestro nombre de las tierras y provincias que caen en la demarcación de la corona de Castilla, en referencia a las tierras al otro lado del Estrecho, pues en ese tiempo se pensaba que Tierra del Fuego era parte integrante de la Terra Australis.
Existen también crónicas y mapas, tanto de Chile como de Europa, que indican la pertenencia de la Terra Australis Antártica como parte de la Capitanía General de Chile.[cita requerida]
El navegante español Gabriel de Castilla zarpó de Valparaíso en marzo de 1603 al mando de tres naves en una expedición encomendada por su primo hermano el virrey del Perú, Luis de Velasco y Castilla, para reprimir las incursiones de corsarios holandeses en los mares del sur, alcanzando los 64° de latitud sur. No se han hallado aún en archivos españoles los documentos que confirmen la latitud alcanzada y las tierras avistadas; sin embargo, el relato del marinero neerlandés Laurenz Claesz (en un testimonio sin fecha, pero probablemente posterior a 1607), documenta la latitud y la época. Claesz declaró que él:

ha navegado bajo el Almirante don Gabriel de Castilla con tres barcos a lo largo de las costas de Chile hacia Valparaiso, i desde allí hacia el estrecho, en el año de 1603; i estuvo en marzo en los 64 grados i allí tuvieron mucha nieve. En el siguiente mes de abril regresaron de nuevo a las costas de Chile.

Otro documento neerlandés, publicado en Ámsterdam en tres idiomas en 1622, afirma que a los 64° S hay tierra «muy alta y montañosa, cubierta de nieve, como el país de Noruega, toda blanca, que parecía extenderse hasta las islas Salomón», lo que evidentemente confirma un avistamiento previo a la publicación. Las tierras avistadas serían las islas Shetland del Sur.
Otros historiadores atribuyen el primer avistaje de tierras antárticas al marino neerlandés Dirk Gerritsz, que habría encontrado las islas hoy denominadas Shetland del Sur. Según su relato, su nave fue desviada de curso por una tormenta después de trasponer el estrecho de Magallanes, en el viaje de ida de una expedición neerlandesa a las Indias orientales en 1599. Existen dudas sobre la veracidad del relato de Gerritsz. En 1768, el francés Sanson publica un mapa sobre las Tierras Magallánicas, mostrando a Chile separado de la Patagonia.

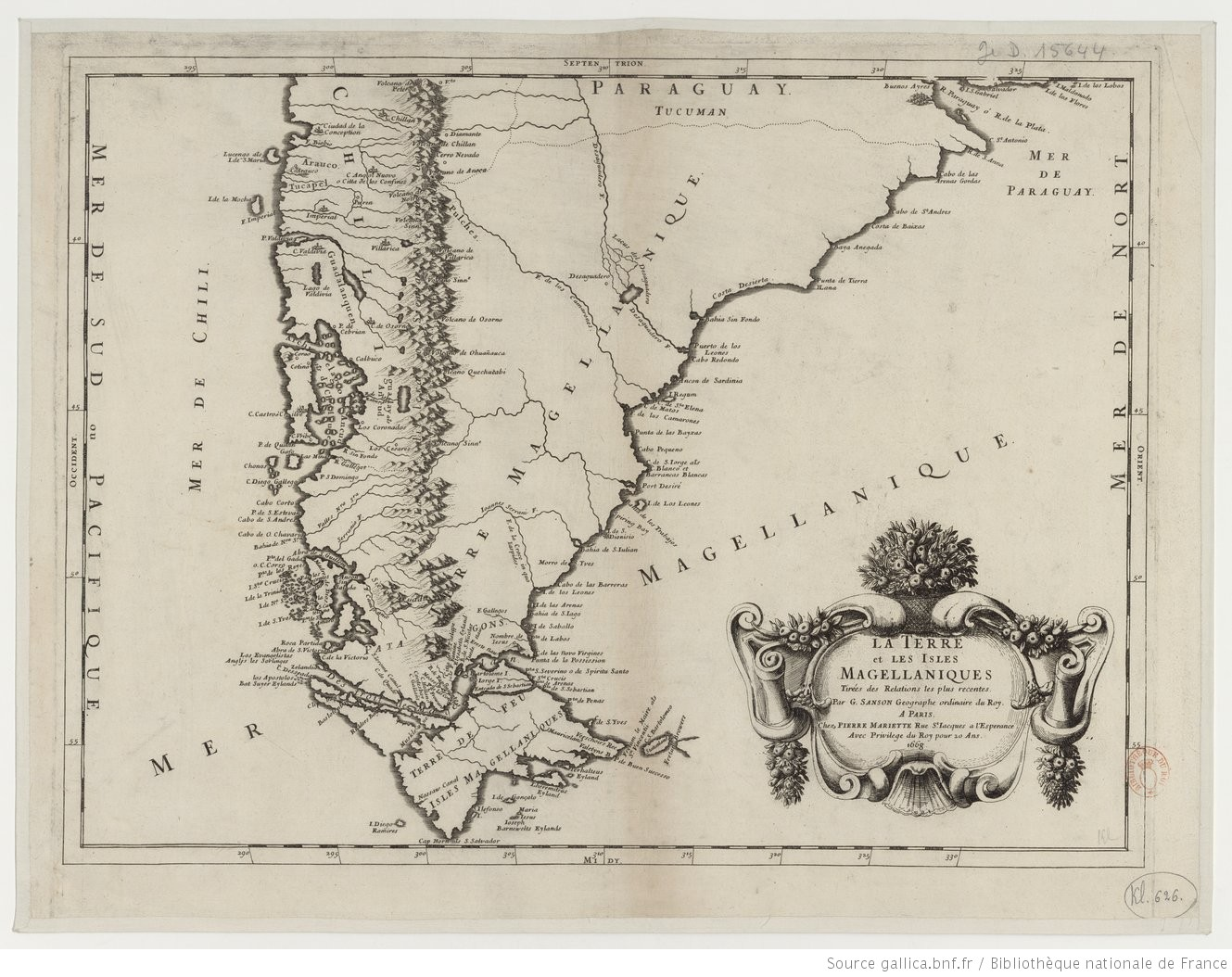
Mapa de Chile y la Patagonia 1768

En esta época ya existía la certeza de un continente blanco al sur del mar de Hoces, separado de la Tierra del Fuego. En 1772, el británico James Cook circunnavegó las aguas del océano Antártico. En 1798, el famoso marino español Juan de Lángara, dio a conocer un mapa en el que se muestra a la costa de la Patagonia con el título de "Reyno de Chile".

Carta esférica de las costas de la America Meridional hecha por Juan de Lángara en 1798 incluyendo las costas del Chile Moderno.

### Chile Araucano
Parlamentos como el de Quilín, y posteriores reconocen la autodeterminación de los indios de Chile, su plena autonomía frente a la Corona de la que son súbditos, el que en sus regiones los españoles no podían gobernar ni poblar, aunque sí intentar evangelizar. Por ende estos territorios no eran considerados como res nullius (cosa sin dueño), por parte de potencias extranjeras.

## Organización

### Instituciones reales en Chile
Al frente de la capitanía se encontraba el gobernador y capitán general, asesorado por la Real Audiencia, presidida por el mismo gobernador, razón por la cual se le denominaba indistintamente presidente o gobernador y, también, capitán general. La Audiencia, además de servir de órgano consultivo del gobernador, tenía las funciones de tribunal de apelaciones del reino.

### Relación con el Virreinato del Perú

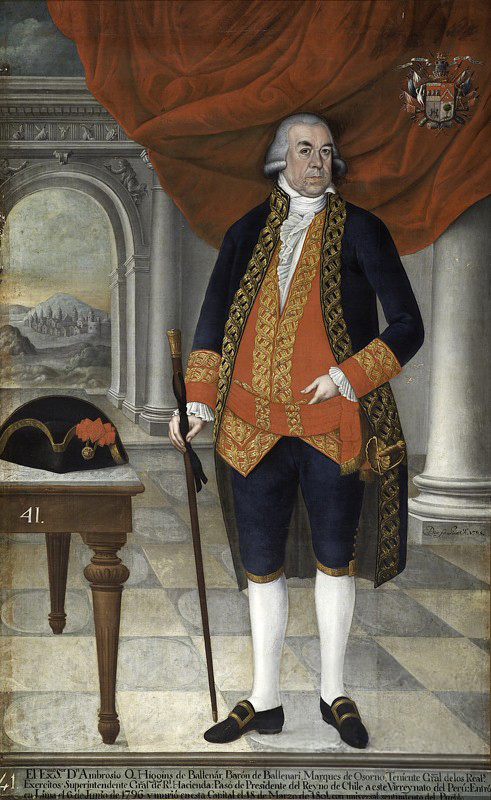
Ambrosio O'Higgins, Gobernador de Chile entre 1788 y 1796.

El rey Felipe II sujetó al gobernador a la vigilancia del virrey del Perú, al expresar en una real cédula del 21 de enero de 1589: 

«Que el Governador de Chile esté subordinado al Virrey de Lima, y le correspondan en las materias de su cargo" y debía "guardar, cũplir, y executar sus ordenes, y avisarle de todo lo que allí se ofreciere de consideración.»

 A partir de dicha norma, los virreyes entendieron que la relación entre ambos era de efectiva dependencia, sin embargo, en algunos casos la relación del gobernador fue directa con el rey y en otras pasó por el virrey del Perú.
 
La base de la relación es la real cédula antes mencionada, no obstante, hubo otras posteriores que perfilaron el tipo de relación efectiva entre la capitanía y el virreinato. Por ejemplo, mediante real cédula, se autorizó a los virreyes a intervenir en Chile solo en caso de «alboroto y tumulto»; se facultó a los virreyes a poner en práctica estrategias militares en la guerra de Arauco, guerra defensiva, y después se ordenó directamente al gobernador de Chile a implantarlas, guerra ofensiva. También se facultó a los virreyes para remover al gobernador y, posteriormente, se negó tal atribución.
La Recopilación de Leyes de Indias de 1680, en la Ley XXX (Que el Virrey del Perú y Audiencia de Lima no se entrometan en el gobierno de Chile, si no fuere en casos graves, y de mucha importancia) del Título III (De los Virreyes, y Presidentes Governadores) del Libro III, recoge el contenido de una real cédula del rey Felipe III, de 15 de octubre de 1597, que establecía que 

«Es nuestra voluntad, que los Virreyes del Perú, y Audiencia de Lima no impidan, ni embaracen al Presidente Governador y Capitán general de Chile en el gobierno, guerra y materias de su cargo, si no fuere en casos graves, y de mucha importancia, aunque esté subordinado al Virrey, y Governador de la Audiencia de Lima.»

Mapa relativo de la Capitanía General de Chile a partir de 1776 —según la historiografía chilena— el cual incluía nominalmente a la Patagonia austral, pero finalmente laudos arbitrales de los siglos y, y tratados de límites con la vecina República Argentina, solo le reconocieron la vertiente del Pacífico o bien Patagonia occidental, la totalidad del estrecho de Magallanes y la mitad de la isla Grande de Tierra del Fuego.

Respecto a los recursos militares (armas, soldados, etc.) y el abastecimiento comercial, la capitanía siguió con dependencia virreinal aunque la administración de justicia era autónoma de aquel, salvo respecto de la Inquisición que correspondía a un delegado de Lima, al igual que los juicios de comercio que dependieron del Consulado del Virreinato hasta 1795, fecha en la que se crea un Consulado en Santiago.
En lo gubernativo, la relación fue fluctuante, dependiendo del período, las instrucciones que enviaba el rey e incluso las personalidades de las respectivas autoridades (virreyes y gobernadores) y no hubo nunca una anexión formal de la capitanía al virreinato, ya que nominalmente los territorios de Sudamérica española, excepto el territorio de Caracas, y Panamá estaban incluidos inicialmente dentro del mismo, hasta la creación de los nuevos virreinatos de Nueva Granada y del Río de la Plata, quedando por ende bajo su superior gobierno (y no bajo su gobierno directo).
En ciertos periodos, por cuestiones estratégicas de seguridad del virreinato –por ejemplo, ante amenazas de corsarios– los virreyes intervinieron directamente en el gobierno de Chile, incluso por propia iniciativa; asimismo, algunos gobernadores acostumbraron consultar o pedir instrucciones sobre temas urgentes al virrey, por la gran distancia que los separaba del rey, quien se encontraba en España.
En 1733, el Cabildo de Santiago pide al virrey la instalación en Chile de una casa de acuñación de monedas; frente a la demora de la respuesta, solicita en 1741 al rey de España permiso para instalar una fábrica monetaria y así solucionar el problema de la carencia de circulante que se producía cuando desde Perú se atrasaba el envío de estas. 
La Casa de Moneda de Santiago de Chile, fue fundada finalmente por Felipe V por Real Cédula del 1 de octubre de 1743, otorgando el privilegio perpetuo de acuñar monedas a Francisco García Huidobro y otorgándole además el usufructo de todas las utilidades de producción; como era un acaudalado vecino de la ciudad, se ofreció a financiar su instalación, mantención y gastos de operación sin costo para el Reino. Felipe V falleció en 1746, antes de que la nueva ceca hubiera iniciado sus labores.
La primera moneda acuñada en Chile colonial para circulación fue la del 10 de septiembre de 1749 siendo esta la de 4 escudos de oro, también conocido como la "media onza", la cual portaba la efigie de Fernando VI; de esta manera la Gobernación comenzó a tener cada vez más autonomía con respecto del Virreinato del Perú.
Finalmente, en 1798, a propósito de una disputa entre el virrey O'Higgins y el gobernador Avilés, el rey Carlos IV resolvió en una comunicación dirigida al virrey, el 15 de marzo de aquel año, declarar a Chile «independiente de ese virreinato, como siempre debió entenderse»:

«Enterado de todo el rei, como igualmente de lo que V.E. espuso sobre este particular en carta de 8 de junio del año próximo pasado, ha resuelto vuelvan á su destino los individuos de los cuerpos de Chile á quienes V. E. concedió licencia para separarse de ellos; i que en el caso de acomodar á algunos así de estos como á cualesquiera otros de los militares el pasar del uno al otro reino, lo acuerden entre sí V. E. y el capitán jeneral de Chile, á quien se ha servido S. M. declarar independiente de ese virreinato, como siempre debió entenderse, bien que es la voluntad de S. M. que procuren VV. EE. ir siempre acordes en las providencias que interesan al bien de su real servicio, único objeto que debe tenerse presente por todos, i en especial por los sujetos mas caracterizados en quienes deposita S. M. su autoridad: i así lo espera de la prudencia y demás circunstancias que tiene V. E. en su persona, como en la suya el enunciado capitán jeneral.»

### División administrativa

Mapa aproximado de los corregimientos existentes hasta la cesión de Cuyo al Virreinato de la Plata.

Durante el período colonial, la principal división administrativa de la Gobernación de Chile fueron las provincias o corregimientos, las que se fueron creando paulatinamente a medida que el territorio chileno era poblado por los conquistadores y colonizadores españoles.
Los principales corregimientos existentes en el territorio chileno hasta 1786 se listan a continuación:
| Corregimiento o provincia   | Capital                             | Inicio | Fin  | Detalles                                                                      | †  |
| --------------------------- | ----------------------------------- | ------ | ---- | ----------------------------------------------------------------------------- | -- |
| Aconcagua                   | San Felipe el Real                  | 1770   | 1786 | Segregado del corregimiento de Quillota.                                      | Sí |
| Angol                       | Los Confines de Angol               | 1553   | 1641 | Fundado y destruido múltiples veces. Abandonada tras el Parlamento de Quilín. | No |
| Cañete                      | Cañete de La Frontera               | 1558   | 1563 | Abandonado producto de la guerra de Arauco.                                   | No |
| Cauquenes                   | Cauquenes (Mercedes de Tutuvén)     | 1773   | 1786 | Segregado del corregimiento de Maule.                                         | Sí |
| Chillán                     | Chillán                             | 1580   | 1786 | Segregado del corregimiento de La Concepción.                                 | Sí |
| Chiloé                      | Santiago de Castro                  | 1568   | 1601 | Elevado a gobernación en 1601.                                                | -  |
| Chiloé, Gobierno de         | Santiago de Castro                  | 1601   | 1768 | Transferido al Virreinato del Perú.                                           | No |
| Colchagua                   | San Fernando de Tinguiririca        | 1742   | 1786 | Segregado del corregimiento de Santiago.                                      | Sí |
| Copiapó                     | Copiapó (San Francisco de la Selva) | 1744   | 1786 | Segregado del corregimiento de Coquimbo.                                      | Sí |
| Coquimbo                    | La Serena                           | 1544   | 1786 |                                                                               | Sí |
| Cuyo                        | Mendoza del Nuevo Valle             | 1568   | 1776 | Transferido al Virreinato de La Plata.                                        | No |
| Imperial                    | La Imperial                         | 1551   | 1600 | Abandonado durante la rebelión mapuche de 1598.                               | No |
| Itata                       | San Antonio Abad de Quirihue        | 1749   | 1786 | Segregado del corregimiento de Chillán.                                       | Sí |
| Juan Fernández, Gob. de     | San Juan Bautista                   | 1550   | 1786 |                                                                               | Sí |
| La Concepción               | La Concepción                       | 1550   | 1786 |                                                                               | Sí |
| Maule                       | San Agustín de Talca                | 1742   | 1786 | Segregado del corregimiento de Santiago.                                      | Sí |
| Osorno                      | San Mateo de Osorno                 | 1557   | 1602 | Abandonado durante la rebelión mapuche de 1598.                               | No |
| Puchacay                    | San Juan Bautista de Hualqui        | 1757   | 1786 | Segregado del corregimiento de La Concepción.                                 | Sí |
| Quillota                    | Quillota (San Martín de la Concha)  | 1717   | 1786 | Segregado del corregimiento de Santiago.                                      | Sí |
| Rancagua                    | Rancagua (Santa Cruz de Triana)     | 1743   | 1786 | Segregado del corregimiento de Santiago.                                      | Sí |
| Rere                        | Rere (San Luis Gonzaga)             | 1765   | 1786 | Segregado del corregimiento de La Concepción.                                 | Sí |
| Santiago                    | Santiago de Nueva Extremadura       | 1541   | 1786 |                                                                               | Sí |
| Tucumán, Juríes y Diaguitas | Santiago del Estero                 | 1549   | 1563 | Transferido a la Audiencia de Charcas.                                        | No |
| Valdivia                    | Valdivia                            | 1552   | 1603 | Destruido por los mapuches en la rebelión de 1598.                            | -  |
| Valdivia, Gobierno de       | Valdivia                            | 1740   | 1786 | Creada en 1645, transferida desde el Virreinato del Perú en 1740.             | Sí |
| Villa Rica                  | Villa Rica                          | 1552   | 1603 | Destruida por los mapuches en la rebelión de 1598.                            | No |

     † Territorios que formaron parte de la Capitanía General de Chile en 1786, previo a la formación de las intendencias.
En 1786, la monarquía española implementó una serie de reformas administrativas (conocidas como Reformas borbónicas) que cambiaron la composición territorial de todas las colonias, incluyendo Chile. Las principales entidades territoriales en la América española se dividieron en intendencias. En el caso de la Capitanía General de Chile, se formaron dos intendencias: la de Santiago, que incluía el norte y centro del territorio hasta el río Itata, y la de Concepción que cubrió la zona al sur del Itata. En 1796, se incorporó el Gobierno de Osorno a la intendencia de Concepción, luego de que este territorio fuera refundado y segregado del gobierno de Chiloé (que seguía dependiendo del virreinato del Perú).
Las intendencias, a su vez, se subdividieron en partidos y en algunas gobernaciones de carácter militar, los que se indican a continuación:
| Intendencia (capital)                       | Partidos (capital) |
| ------------------------------------------- | --- |
| Intendencia de Santiago (Santiago de Chile) | - Partido de Santiago (Santiago) - Partido de Aconcagua (San Felipe) - Partido de Colchagua (San Fernando) - Partido de Copiapó (Copiapó) - Partido de Coquimbo (La Serena) - Partido de Curicó (Curicó) - creada 1792 - Partido de Cuzcúz (Illapel) - creada ca. 1800 - Partido de Huasco (Huasco) - Partido de Los Andes (Los Andes) - Partido de Maule (Talca) - Partido de Melipilla (Melipilla) - Partido de Petorca (La Ligua) - creada ca. 1790 - Partido de Quillota (Quillota) - Partido de Rancagua (Rancagua) - Gobierno de Juan Fernández (San Juan Bautista) - Gobierno de Valparaíso (Valparaíso) |
| Intendencia de Concepción (Concepción)      | - Partido de La Concepción (Concepción) - Partido de Cauquenes (Cauquenes) - Partido de Chillán (Chillán) - Partido de Isla de La Laja (Los Ángeles) - creada 1793 - Partido de Itata (Quirihue) - Partido de Linares (Linares) - creada ca. 1790 - Partido de Puchacay (Hualqui; desde 1799, Florida) - Partido de Rere (San Luis Gonzaga) - Gobierno de Osorno (Osorno) - incorporada en 1796) - Gobierno de Valdivia (Valdivia) |

Esta estructura sería la que se mantendría una vez declarada la República, con algunos ajustes. Sólo en 1833, el sistema administrativo colonial sería reemplazado por una nueva estructura.

### Organización eclesiástica
El 27 de junio de 1561 fue erigida la diócesis de Santiago de Chile, sufragánea de la arquidiócesis de Lima.
El 22 de marzo de 1563, el papa Pablo IV erigió la diócesis de San Miguel de La Imperial mediante la bula Súper Specula, abandonada en el año 1600 debido a la destrucción de la ciudad por las luchas provocadas por la Guerra de Arauco, fue trasladada a Concepción en 1603, tomando el nombre de diócesis de Concepción, también sufragánea de Lima.
El 10 de mayo de 1570 fue erigida la diócesis del Tucumán con territorios separados de la jurisdicción de la diócesis de Santiago de Chile. Fue sufragánea de Lima hasta la erección de la archidiócesis de Charcas el 20 de julio de 1609.